# Parco nazionale d'Abruzzo, Lazio e Molise

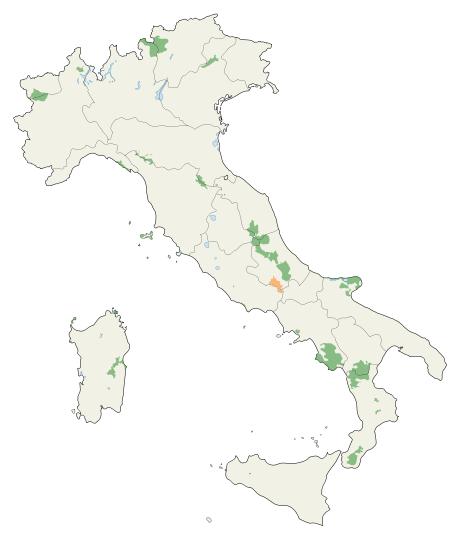
Localizzazione del parco nazionale d'Abruzzo, Lazio e Molise (in arancione)

Il parco nazionale d'Abruzzo, Lazio e Molise (PNALM), originariamente parco nazionale d'Abruzzo, è uno dei parchi nazionali più antichi d'Italia, inaugurato il 9 settembre 1922 e istituito ufficialmente l'undici gennaio 1923 con regio decreto-legge. L'area protetta ricade nella provincia dell'Aquila, in Abruzzo, e in parte nelle province di Frosinone, nel Lazio e Isernia, in Molise.

## Descrizione
Già costituito il 25 novembre 1921 con direttorio provvisorio, inaugurato il 9 settembre 1922 a Pescasseroli, sede amministrativa, e istituito ufficialmente come "parco nazionale d'Abruzzo" l'11 gennaio 1923, subito dopo l'istituzione del parco nazionale del Gran Paradiso, è divenuto "parco nazionale d'Abruzzo, Lazio e Molise" con legge n. 93 del 23 marzo 2001. È uno dei tre parchi nazionali presenti in Abruzzo, uno dei tre parchi nazionali del Lazio e l'unico parco nazionale esistente in Molise, noto a livello internazionale per il ruolo avuto nella conservazione di alcune tra le specie faunistiche italiane più importanti, quali il lupo, il camoscio d'Abruzzo e l'orso bruno marsicano, nonché per le prime e numerose iniziative per la modernizzazione e la diffusione localizzata dell'ambientalismo.

### Orografia

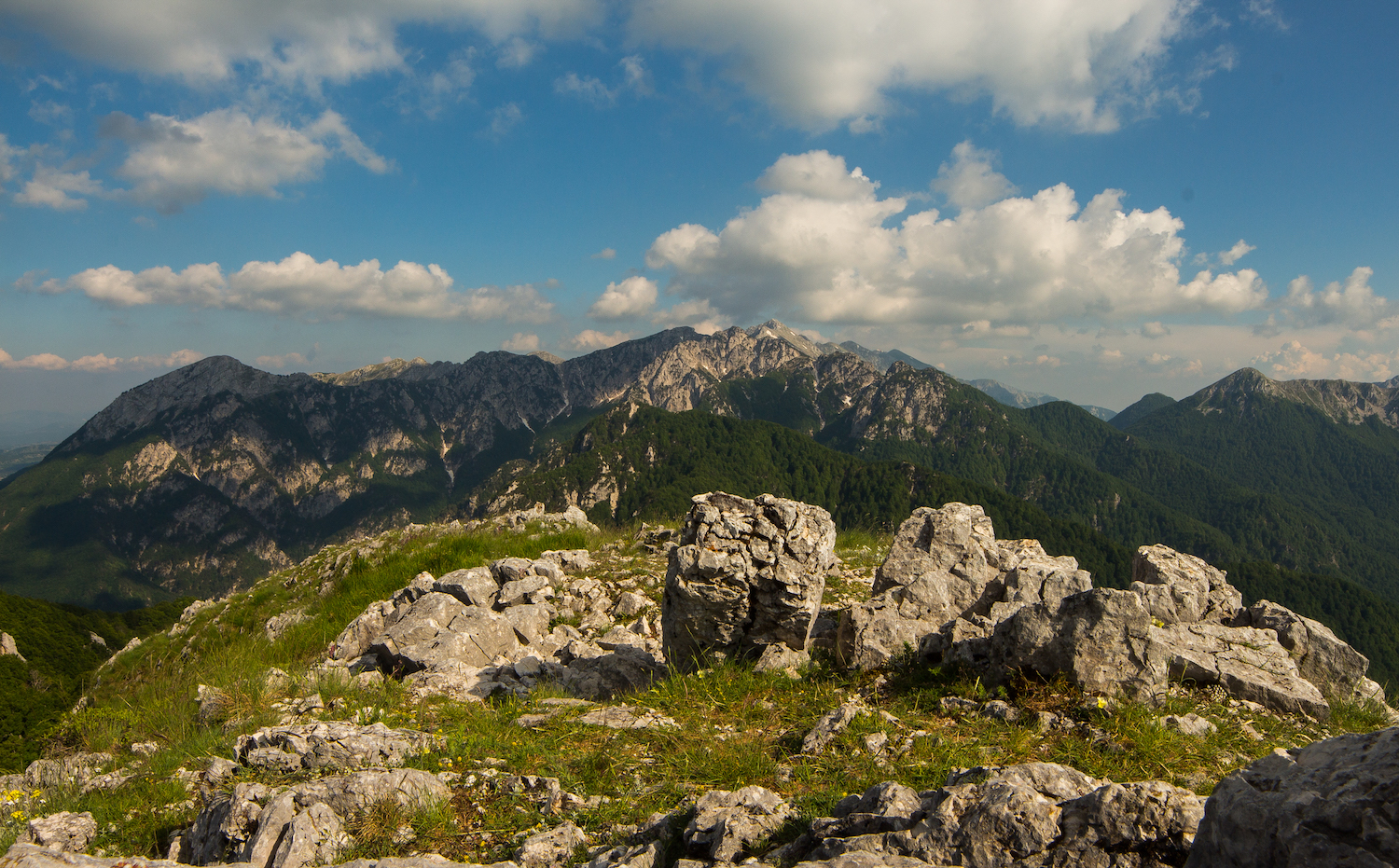
Le catene montuose dell'area protetta (monte Petroso)

Si estende prevalentemente nel territorio montano e pastorale del bacino dell'Alto Sangro, ai confini meridionali della Marsica, circondato dai monti Marsicani, uno dei sottogruppi montuosi principali dell'Appennino abruzzese, ricoperti da boschi di faggio per circa due terzi della superficie e dove non è praticabile per la quota la coltura della vite e dell'ulivo, sconfinando nel piano delle colture nella valle del Giovenco e in quella di Comino. A nord-est è diviso dalla Maiella e dal relativo parco dall'area degli altipiani maggiori d'Abruzzo e dalle valli del Gizio e del Tasso-Sagittario. Dal punto di vista orografico l'area può essere raggruppata in quattro sottogruppi montuosi fondamentali dei monti Marsicani.
- Gruppo della montagna Grande e monte Marsicano, tra Bisegna, Pescasseroli, Scanno, Villalago, Opi e Villetta Barrea. Rappresenta la dorsale più orientale del parco, estesa tra l'alta valle del Sangro e la valle del Sagittario facendo da spartiacque fra i due bacini fluviali. Le cime più alte sono la montagna Grande (monte Argatone, che arriva a 2149 m s.l.m.), la Serra della Terratta, il monte Godi e il monte Marsicano, che raggiunge i 2245 m s.l.m.. Caratterizzato da rocce calcaree, corrisponde ad una lunga faglia che si sviluppa parallela al corso del fiume Sangro. Debole carsismo a Bisegna (Fonte Appia), Pescasseroli (Pratorosso) e Scanno (Ferroio). Sorgenti sgorgano a passo Godi, fonte della Regina (con tracce di mercurio) e Scanno.

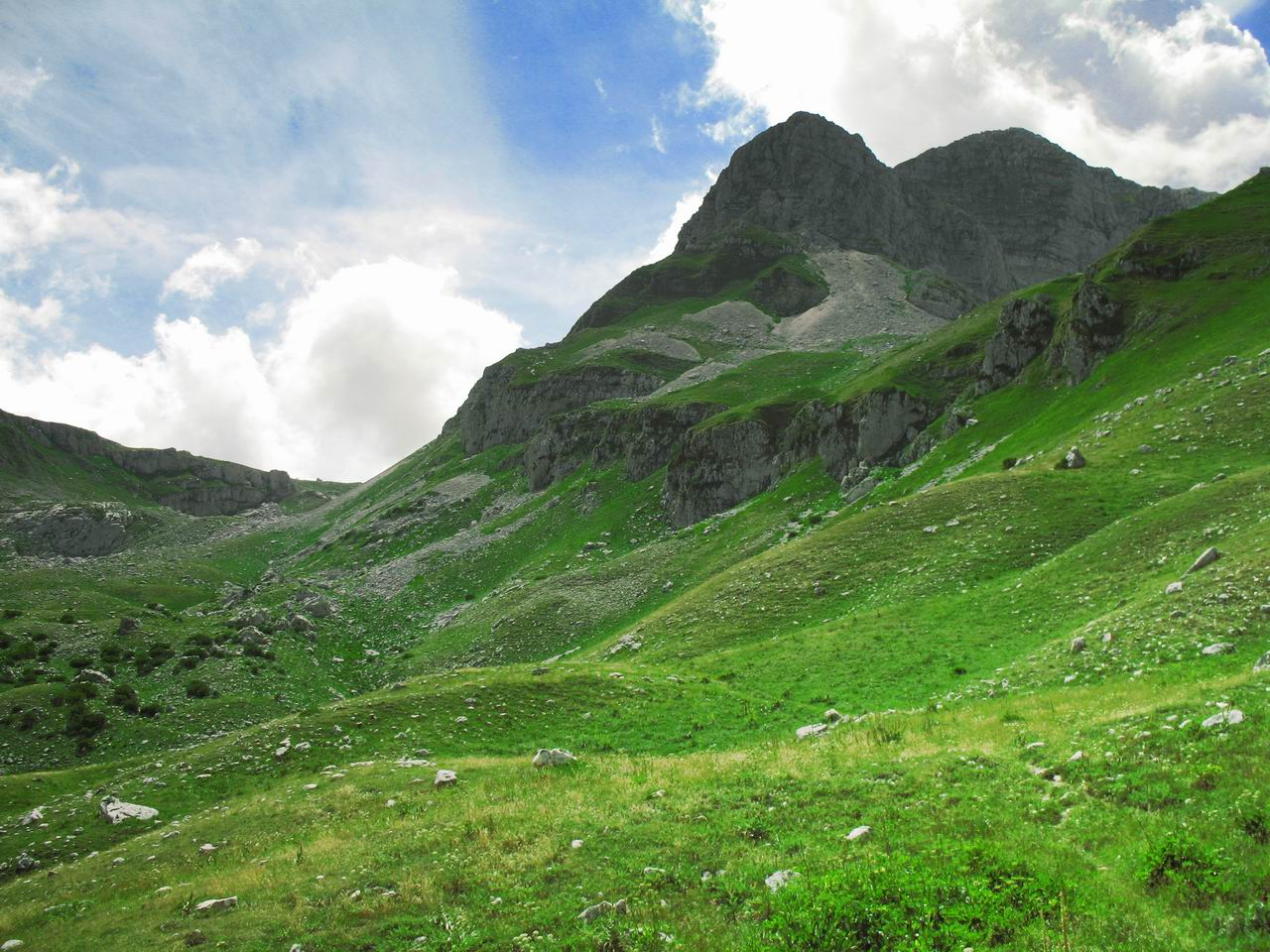
Circhi glaciali sul monte Meta

- Gruppo del monte Marcolano (1940 m s.l.m.), tra Pescasseroli e l'altopiano del Fucino. È il sistema centrale tra il gruppo montuoso della Serra Lunga a nord e quello del monte Tranquillo a sud, spingendosi da Pescasseroli verso l'altopiano fucense, tra l'alta val di Sangro, la Vallelonga (Aceretta) e l'alta valle del Giovenco. I monti non presentano brusche pendenze o dirupi, salvo qualche rottura di faglia nel vallone Cavuto, nel territorio di Pescasseroli. Valli e altipiani carsici caratterizzano fortemente l'area attorno alle sorgenti del Sangro. Grotte e inghiottitoi si trovano in località Cicerana (Lecce nei Marsi), mentre nel comune di Gioia dei Marsi è situata la cascata di Acqua Ventilata.
- Gruppo del monte Tranquillo (1841 m s.l.m.), propaggine meridionale del gruppo del monte Marcolano fino al valico di Forca d'Acero. Si sviluppa tra Pescasseroli, Alvito e Campoli Appennino, caratterizzato dalla presenza di evidenti fenomeni carsici quali campi di doline (Macchiarvana, La Difesa), inghiottitoi, grotte e corsi d'acqua sotterranei affioranti per brevi tratti (Capo d'Acqua a Campoli Appennino). Forti pendenze del versante comiense, ricco anche di sorgenti (Lacerno, piana di Alvito).
- Gruppo dei monti della Meta, dal valico di Forca d'Acero alle Mainarde. Le cime più alte sono il monte Petroso (2247 m s.l.m.) e il monte Meta (2242 m s.l.m.) situato al confine tra il versante laziale, molisano ed abruzzese. Quest'ultimo caratterizzato dal pianoro dei Biscurri (1980 m s.l.m.).
- Nella zona di protezione esterna svettano i 2285 m s.l.m. del monte Greco che con i monti circostanti costituisce la più alta, massiccia ed imponente giogaia del circondario[6][7][8], i 1990 m s.l.m. della Serra Lunga e parte del gruppo del monte Genzana.

### Geologia

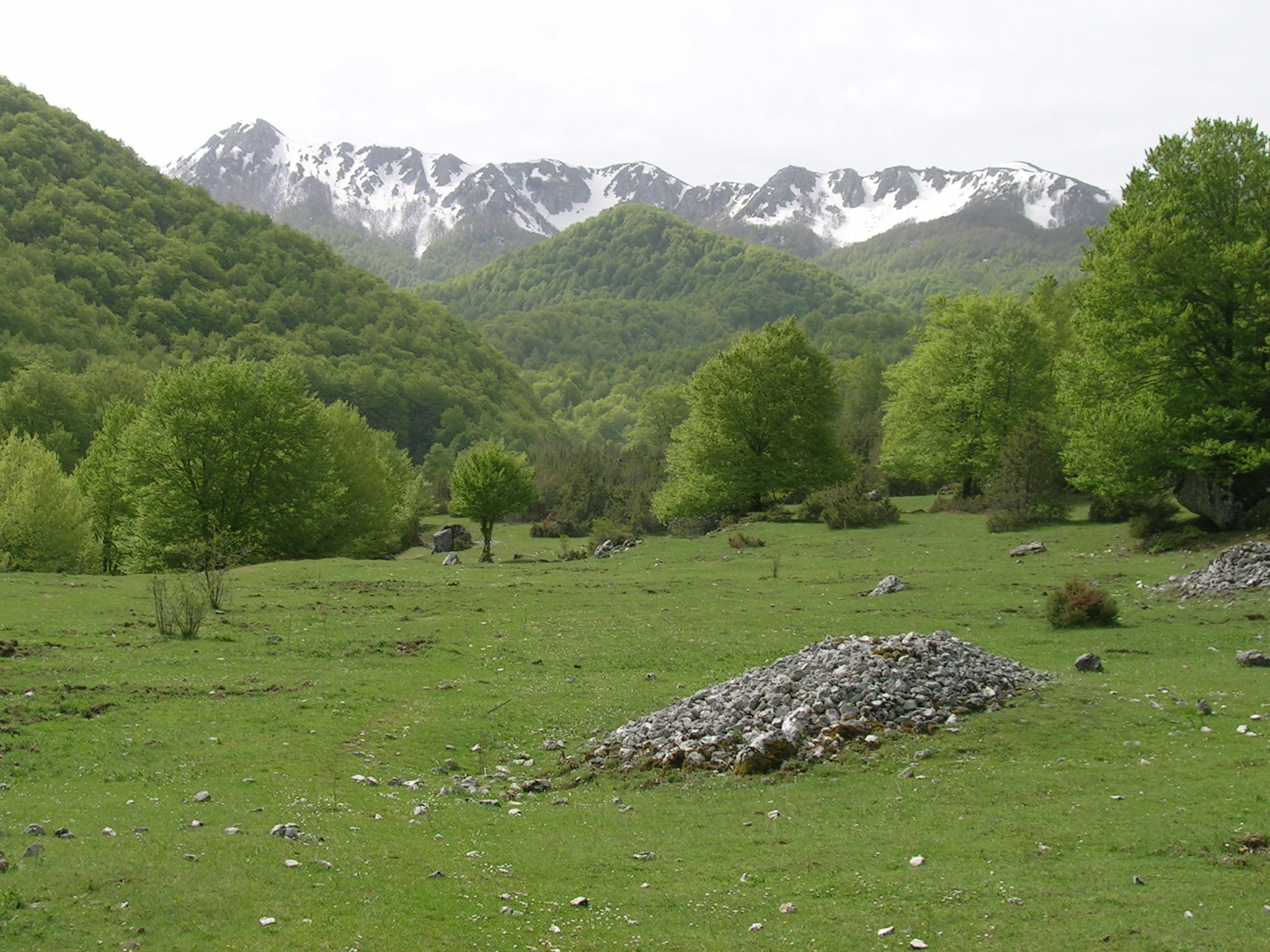
Val Fondillo e Serra delle Gravare

#### Tettonica
La storia geologica del territorio ricadente nel parco è la stessa di tutto l'appennino centrale. Le giogaie dei monti sono grossi sistemi calcarei generatisi tra il Giurassico inferiore ed il Cretacico a seguito dell'emersione nel Paleocene dei grossi giacimenti lagunari della piattaforma carbonatica (estesa ipoteticamente a est di Pescasseroli) e della scogliera corallina (zona del monte Marsicano e Montagna Grande di Scanno). A seguito dell'emersione nel Miocene la laguna ed il mare aperto sono sostituite dai bassifondi che con la definitiva orogenesi del Quaternario formeranno gli strati di argilla ed arenaria che oggi si alternano alle montagne calcaree e ai depositi continentali.
Dove emergono gli strati argillosi passa anche la grossa faglia di sovrascorrimento, debolmente attiva: da Pizzone si dirama verso Alfedena e Barrea per poi proseguire diretta verso Villetta Barrea e Scanno lungo la valle del torrente Profluo. Faglie dirette minori sono presenti attorno a Pescasseroli e sui monti di Pescosolido e Campoli Appennino.
La mobilità tettonica è causa dei terremoti che in passato hanno colpito l'area. Fra i più distruttivi del centro Italia figura quello che il 13 gennaio 1915 distrusse la città di Avezzano e gran parte del suo circondario.

#### Glaciazioni
Le cime più alte presentano tracce evidenti dell'ultima glaciazione del Quaternario con circhi e rispettive tracce di morene ancora superstiti. I più evidenti sono quelli dei monti della Meta, Serra delle Gravare, del monte Petroso e del monte Palombo con la morena al Coppo della Polinella.

### Idrografia

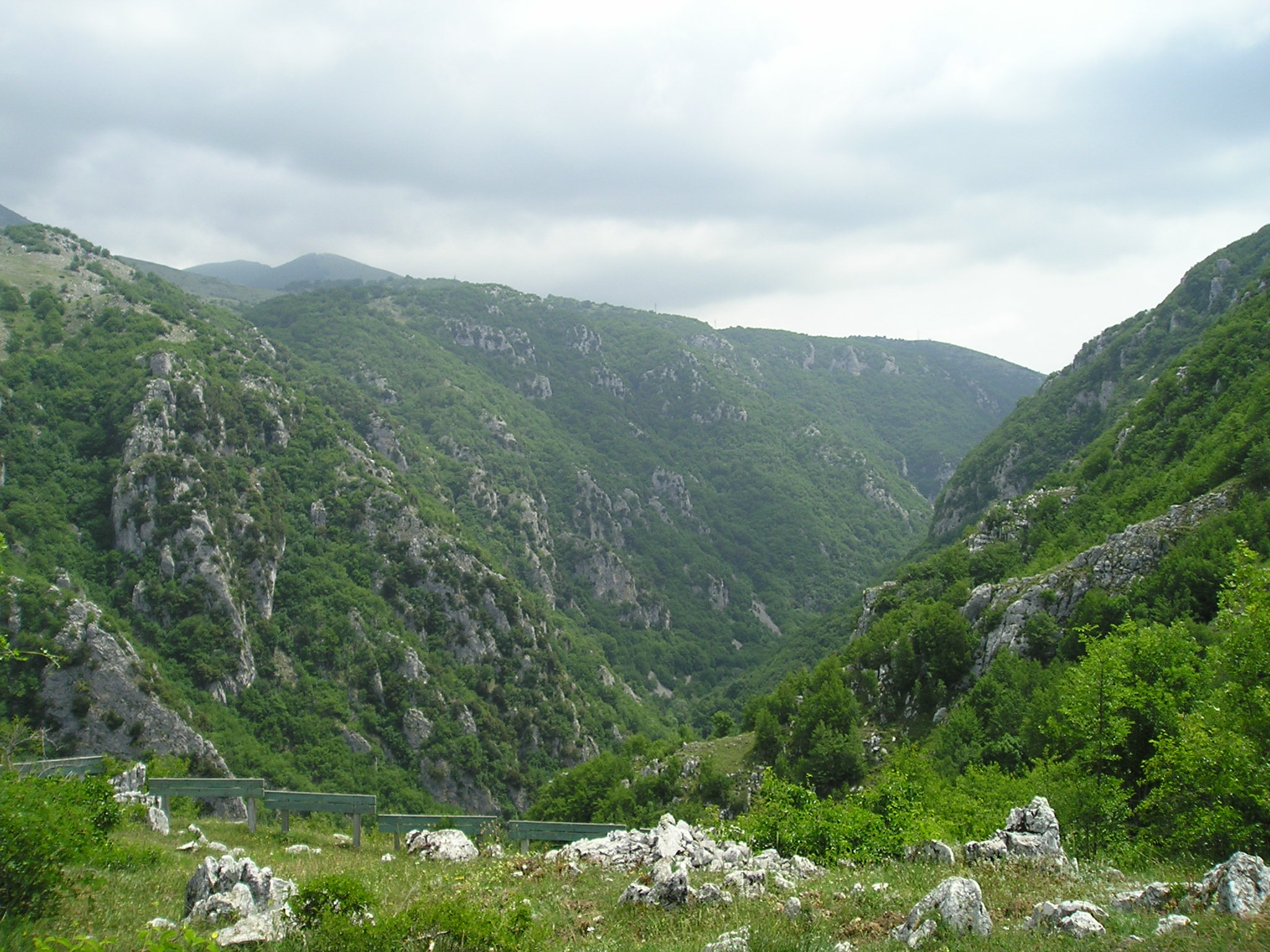
Le gole del fiume Sangro nei pressi di Barrea

Un territorio così spiccatamente calcareo sente fortemente dell'azione del modellamento idrico. Vasti campi di doline si distribuiscono sulla Serra Traversa di San Donato Val di Comino, sui monti di Settefrati e Pescasseroli. Disseminate per il territorio inoltre numerose grotte di piccole e medie dimensioni, nonché abbondanza di sorgenti carsiche. Se infatti le sorgenti in quota sono limitate e a portata piuttosto discreta, alle falde dei principali complessi montuosi attorno a circa 1 000-1100 m s.l.m. sgorgano abbondanti le acque delle sorgenti Tornareccia e Grotta delle Fate in val Fondillo nel comune di Opi, Aia Santilli, Iannanghera e Sorgente delle Donne di Civitella Alfedena, Rio Torto di Alfedena e valle di Canneto a Settefrati (sorgente del Melfa), e la polla cristallina lungo il fiume Sangro di Fonte della Regina a Villetta Barrea con la portata media di 2 000 litri d'acqua al secondo.
| Sorgenti             | Altitudine | Portata | Bacino | Comune             |
| -------------------- | ---------- | ------- | ------ | ------------------ |
| Morrone del Diavolo  | 1370       | 10      | Sangro | Gioia dei Marsi    |
| Madonna di Canneto   | 1020       | 1000    | Melfa  | Settefrati         |
| Rio Torto            | 1340       | 300     | Sangro | Barrea-Alfedena    |
| Sorgente delle Donne | 1150       | 420     | Sangro | Barrea             |
| Iannanghera          | 1242       | 180     | Sangro | Civitella Alfedena |
| Regina               | 980        | 2000    | Sangro | Villetta Barrea    |
| Aia Santilli         | 1170       | 50      | Sangro | Civitella Alfedena |
| Tornareccia          | 1100       | 180     | Sangro | Opi                |

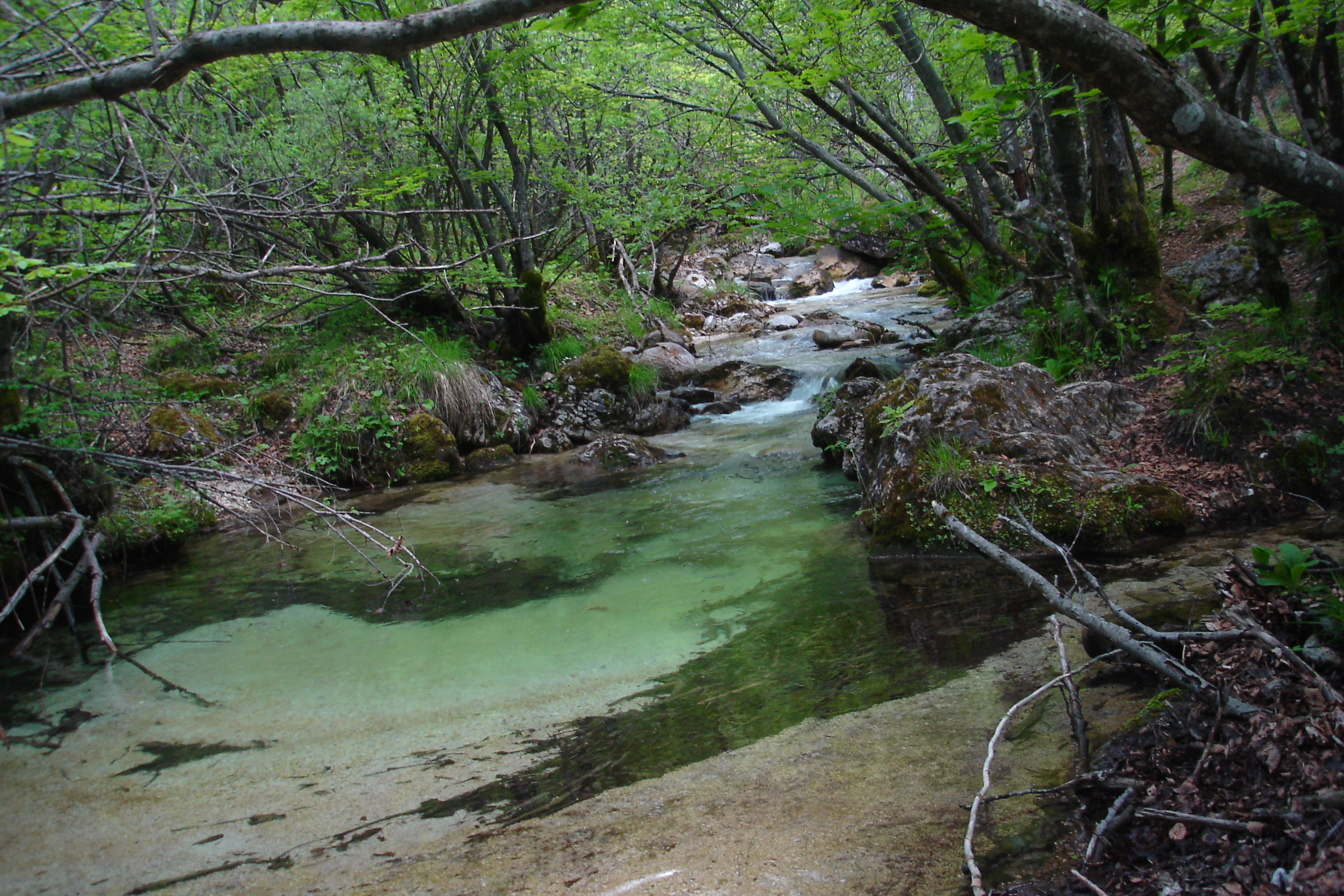
Il torrente Scerto nella Camosciara

Tra i fiumi il Sangro nasce nei pressi della località passo del Diavolo (Gioia dei Marsi) e scorre nel cuore del parco fino ad uscire dai suoi confini ad Alfedena occupando la valle principale in cui si sviluppa la riserva. Riceve la maggiore quantità di acque dai torrenti Scerto e Fondillo, la vera e propria linfa vitale del fiume. A Barrea una diga genera con le sue acque il lago di Barrea.

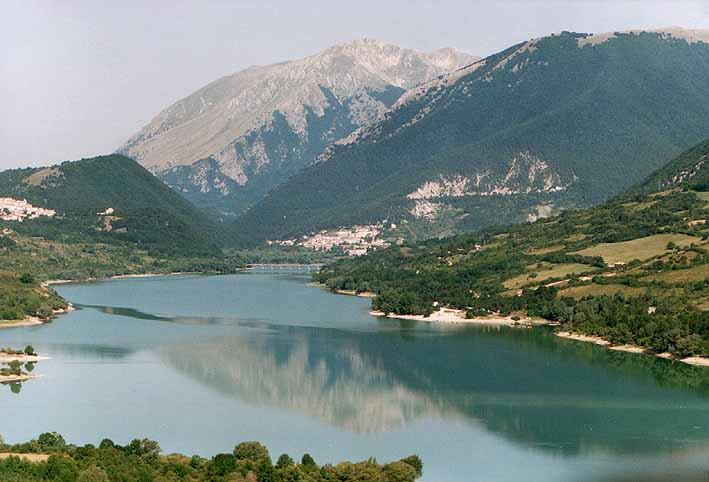
Lago di Barrea con il monte Marsicano alle spalle

Il settore laziale del parco ricade nello spartiacque del Liri ed entro i margini della riserva ricadono i fiumi Melfa a Settefrati e Mollarino che sorge presso San Biagio Saracinisco. Il Giovenco, la cui omonima valle è quasi completamente inserita nel parco, è uno degli immissari del bacino del Fucino. Nel Molise le acque cadono entro lo spartiacque del Volturno che sorge nel comune di Rocchetta a Volturno, nel cui percorso si immettono il Rio Jemmare di Pizzone e il Rio San Pietro di Scapoli.
Nel comprensorio del parco esistono alcuni interessanti laghi naturali come il lago Vivo, stagionale, il lago Pantaniello, la cui riserva statale importante per l'elevata altitudine e per le presenze ittiche ricade fra le cime del monte Godi, e il lago di Scanno, sorto a seguito di una frana nella valle del fiume Sagittario, presso Villalago e ai piedi dell'abitato di Frattura nel territorio comunale di Scanno. Il suo immissario principale è il torrente Tasso, alimentato da un sistema di sorgenti minori attorno a Scanno quasi tutte captate per il fabbisogno civico di risorse idriche di qualità.
Alcuni laghi artificiali sono stati realizzati nel secondo dopoguerra nella zona di protezione esterna: il lago di Cardito a Vallerotonda, il lago di Grotta Campanaro a Picinisco e il lago della Montagna Spaccata nel territorio di Alfedena, tutti attrezzati per la ricezione del turismo ecosostenibile.

### Zonazione, centri visita e progetti di ampliamento

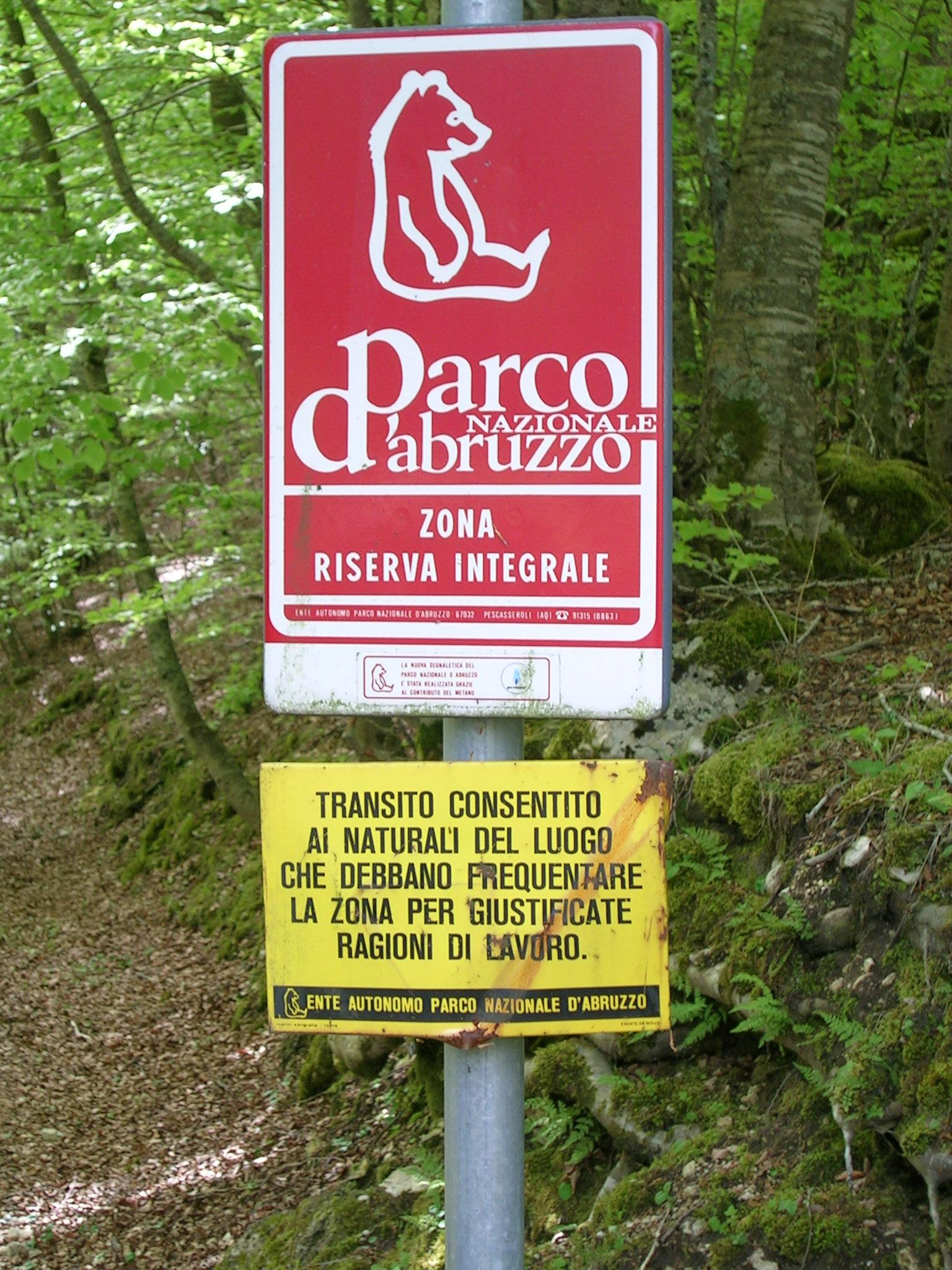
Segnaletica al confine della zona A in val Fondillo

Per una migliore amministrazione il territorio del parco è stato suddiviso nella sua gestione nel 1987 in quattro differenti settori di protezione.
- Zona A – Riserva integrale: ricadono in questo provvedimento protezionistico le cime più impervie popolate dal camoscio d'Abruzzo, il fondovalle dello Scerto e del torrente Fondillo, ma anche porzioni di faggete nei comuni di Villetta Barrea e Pescasseroli. L'accesso è interdetto o severamente regolamentato come nel caso della riserva naturale integrale della Camosciara.
- Zona B – Riserva generale: i territori in cui la presenza umana è sempre stata storicamente costante sono allo stesso modo protetti dai vincoli della riserva generale, che regolamentano l'accesso motorizzato, il prelievo di legname e di prodotti del sottobosco. L'escursionismo è libero.
- Zona C – Protezione: l'area, prevalentemente estesa nel fondovalle del Sangro, è quel territorio intorno ai centri abitati tradizionalmente dedicato alle attività agricole e all'uso privato delle risorse naturali.
- Zona D – Sviluppo: i centri urbani inglobati nel perimetro del parco dopo i vari ampliamenti gestiscono in quest'area i piani regolatori dello sviluppo edilizio in collaborazione con l'ente parco che qui promuove le attività ricettive e di orientamento del flusso turistico.

Il parco divide il suo territorio in diversi settori turistici per le relazioni con i visitatori e le promozioni editoriali: il settore Valle di Comino in provincia di Frosinone, il settore Mainarde in provincia di Isernia e il settore Marsica fucense che comprende i comuni del parco ricadenti nello spartiacque dell'alveo del Fucino.
Nella maggior parte dei comuni sono allestiti centri di visita tematici o uffici di zona in cui è possibile disporre di materiale divulgativo sul parco e organizzare i percorsi turistici ed escursionistici:
- Centro parco, museo naturalistico, museo storico del parco, giardino botanico, arboreto appenninico e area faunistica a Pescasseroli.
- Museo e area faunistica del lupo appenninico, area faunistica della lince a Civitella Alfedena.
- Museo del camoscio ad Opi.

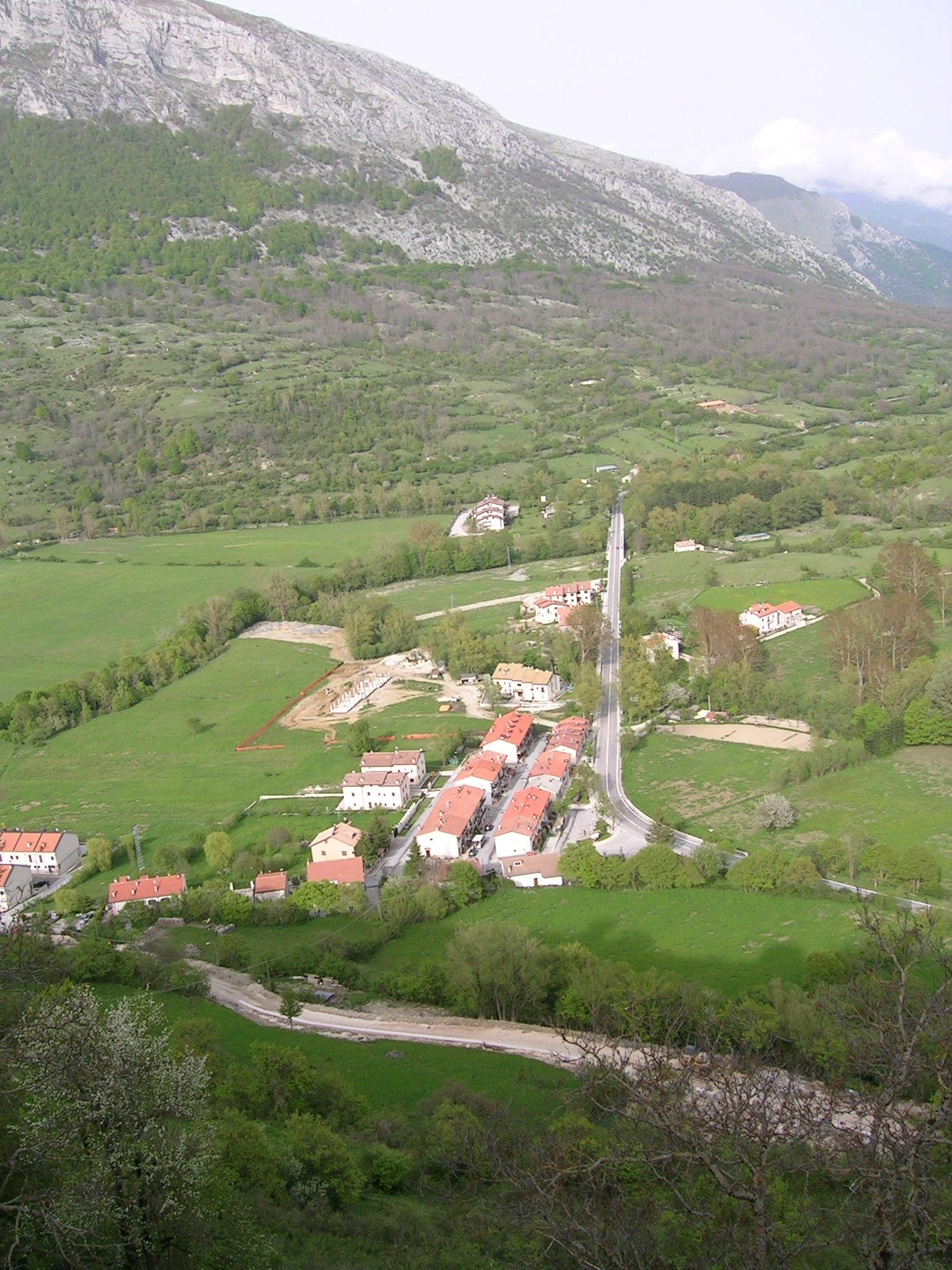
Lottizzazione ad uso abitativo nella piccola zona D di Opi

- Centro Parchi Internazionale e Museo dell'acqua a Villetta Barrea.
- Settore Marsica fucense: centro verde ad Ortona dei Marsi, museo del capriolo a Bisegna, museo dell'orso a San Sebastiano dei Marsi, museo Loreto Grande a Villavallelonga
- Settore Valle di Comino: ufficio di zona ad Alvito e Vallerotonda, museo degli animali notturni a Picinisco.
- Settore Mainarde: ufficio di zona a Pizzone, museo della zampogna a Scapoli.

Nel corso degli anni sono stati avanzati alcuni progetti di ampliamento che hanno interessato parte del comune di Alfedena nella zona del pianoro Campitelli e del lago della Montagna Spaccata a sud-est. Ad ovest, invece, da parte dell'ente gestore del parco è stato proposto alle locali amministrazioni un ampliamento della gestione oltre i monti della Serra Lunga da Collelongo e Villavallelonga, escluse le aree di fondovalle della Vallelonga, fino ai comuni di Balsorano, San Vincenzo Valle Roveto (AQ) e Pescosolido (FR).

### Accessibilità
Il parco è raggiungibile dalla Marsica orientale (uscita di Pescina dell'autostrada A25) e dall'alto Sangro attraverso la strada statale 83 Marsicana che lo attraversa da nord a sud-est toccando i centri turistici di Pescasseroli, Opi, Villetta Barrea, Civitella Alfedena, Barrea ed Alfedena. Accessi secondari provengono dal casello autostradale di Cocullo (A25) attraverso la strada statale 479 Sannite passando per la valle del Sagittario e Scanno-Passo Godi, e dal territorio laziale attraverso il valico di Forca d'Acero e l'omonima strada statale 509.
L'area del parco dista circa 30 chilometri da Isernia (accesso di Castelnuovo al Volturno), 60 chilometri da Frosinone (accesso di Opi), 74 e 133 chilometri rispettivamente dall'Aquila e da Roma (accesso di Ortona dei Marsi).

## Storia

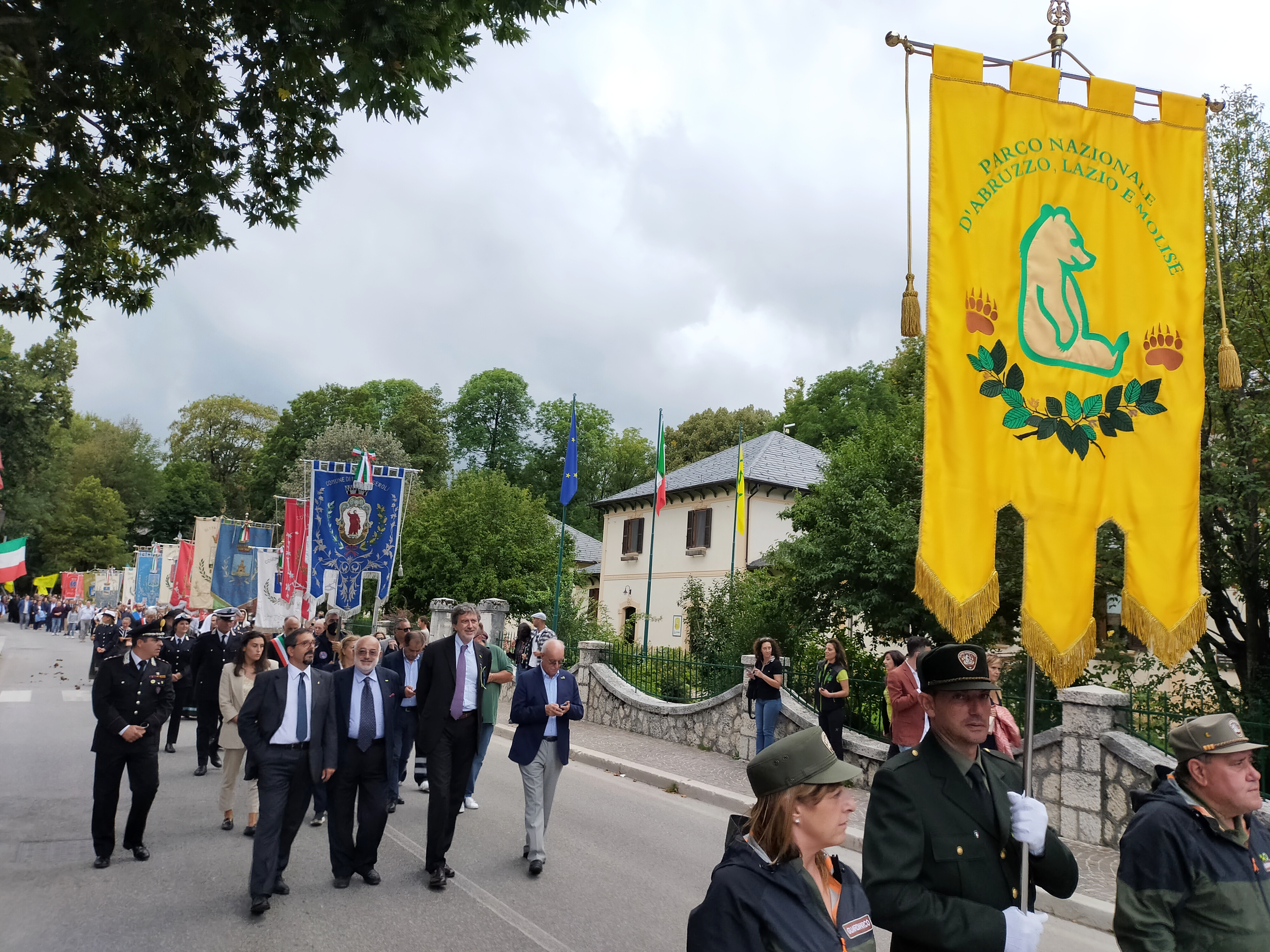
Corteo in occasione del centenario dell'inaugurazione del parco

Il parco nazionale d'Abruzzo fu inaugurato su iniziativa privata il 9 settembre 1922 e riconosciuto ufficialmente l'11 gennaio 1923. I confini dell'area protetta nel corso dei decenni sono stati gradualmente ampliati includendo alcuni settori delle regioni limitrofe di Lazio e Molise ma anche della Marsica. La gestione è dell'ente Pnalm (acronimo del parco nazionale d'Abruzzo, Lazio e Molise, denominazione in vigore dal 2002) che ha sede legale a Pescasseroli. Interessa 25 comuni distribuiti nelle province di Frosinone, Isernia e L'Aquila. Nel 1980 ha avuto inizio il processo di zonizzazione del parco, cioè la sua suddivisione in zone a diversa protezione ambientale per poter conciliare le esigenze apparentemente opposte della protezione della natura e dello sviluppo urbanistico delle comunità locali.

### Le origini
Il forte isolamento in cui il territorio dell'alto Sangro giaceva da secoli aveva permesso la tutela di una rilevante quantità di specie animali e vegetali degni di conservazione, non tutto infatti era stato trasformato in pascolo. Alle timide iniziative locali di istituire una riserva di caccia sul modello di quelle del Piemonte venne incontro l'importante famiglia Sipari di Pescasseroli e di Alvito imparentata e vicina alle posizioni del noto filosofo e politico Benedetto Croce.
Si adoperarono per la realizzazione nel territorio dei comuni di Opi, Pescasseroli, Villavallelonga, Collelongo, Lecce nei Marsi, Gioia dei Marsi, Balsorano e Castellafiume della Riserva reale Alta Val di Sangro, ufficialmente istituita nel 1873 da Vittorio Emanuele II di Savoia. Tale forma di tutela proseguì sino al 1878, data della sua abolizione. Nuovamente istituita nel 1900 restò in vigore sino a tutto il 1912; contemporaneamente Erminio Sipari iniziò a dar voce alla prima iniziativa in Italia di istituzione di un parco nazionale sul modello dello statunitense parco nazionale di Yellowstone.

### Le prime iniziative

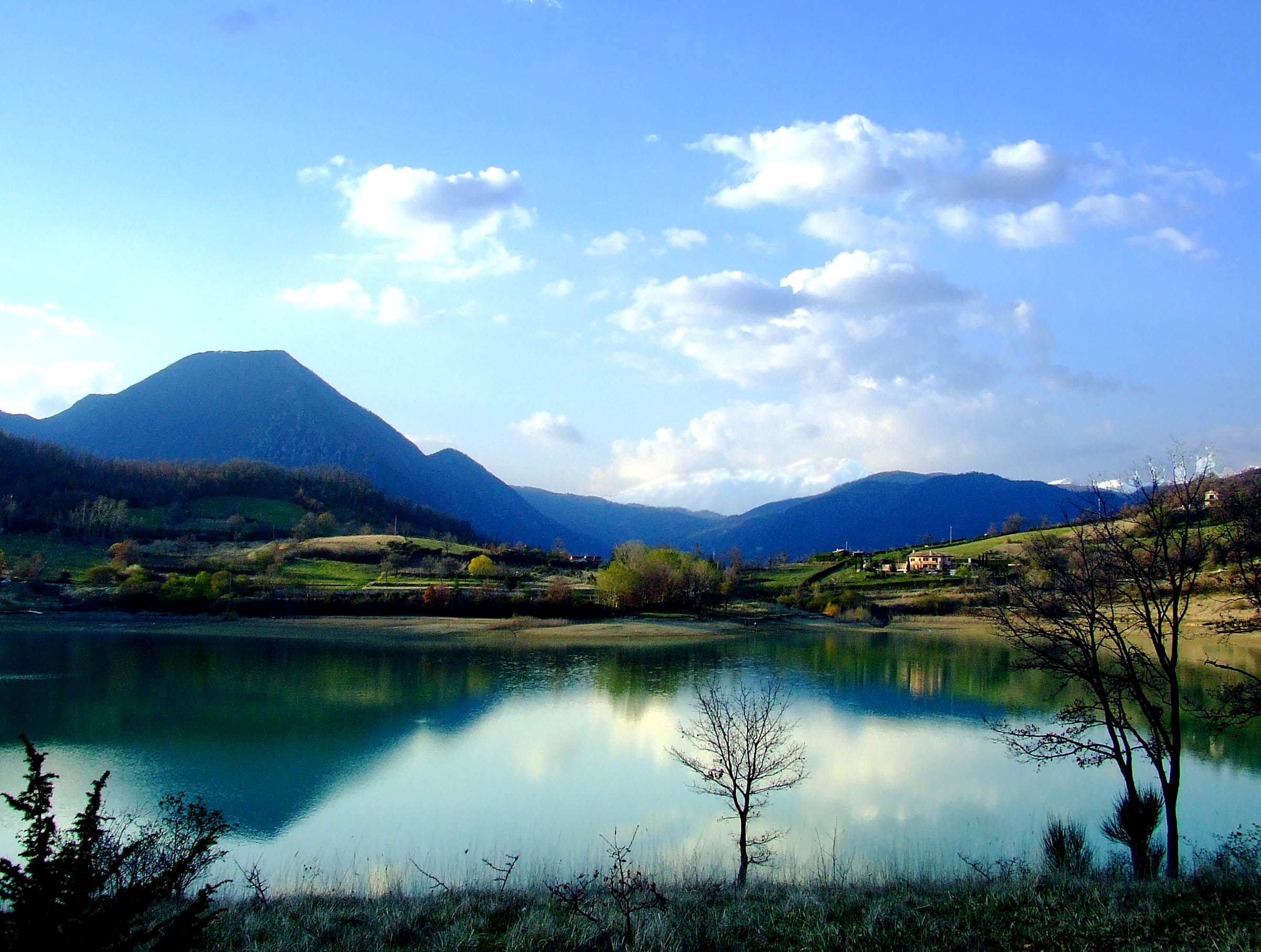
Il lago di Castel San Vincenzo e le Mainarde

Insieme ad Erminio Sipari, i primi a proporre la realizzazione di un parco nazionale in Italia furono il botanico Pietro Romualdo Pirotta, lo zoologo Alessandro Ghigi, lo scrittore Luigi Parpagliolo e l'associazione naturalistica federata Pro Montibus et Sylvis. Gli studiosi e gli ambientalisti dell'associazione notavano la concentrazione di specie appenniniche e la varietà di habitat di interesse nazionale nella Marsica: avanzarono il primo piano di tutela ambientale nel 1914, nel quale era previsto un grande parco, esteso dall'ex alveo del Fucino e la conca Peligna fino a Castel di Sangro, e dal fiume Liri e dalla valle di Comino alle pendici della Maiella. I costi eccessivi della realizzazione e del mantenimento fecero fallire l'iniziativa, alla quale però seguì un secondo più concreto coinvolgimento di associazioni ed intellettuali.
Il 25 novembre del 1921, un anno prima dell'istituzione del parco nazionale del Gran Paradiso, Erminio Sipari e la Federazione Pro Montibus avviarono la gestione protetta di un piccolo fazzoletto di terra tra le località della val Fondillo e della Camosciara di circa 100 ettari, presa in affitto dal comune di Opi.

### Istituzione legislativa e ampliamenti
Nel 1923 l'amministrazione del parco è ufficialmente istituita, i confini si estendono anche ad altri comuni che solo in un secondo momento concessero il loro territorio alla protezione dell'ente autonomo costituendo così le vere fondamenta del parco contemporaneo;
- ricadono nei primi confini parte del territorio di Civitella Alfedena e Villetta Barrea (monte Petroso e Camosciara), Opi (Forca d'Acero, val Fondillo, valle Fredda), Pescasseroli (La Difesa), Bisegna (Terratta), Villavallelonga e Collelongo (prati d'Angro, Aceretta), Lecce nei Marsi e Gioia dei Marsi (Cicerana, passo del Diavolo), Campoli Appennino e Alvito (Capo d'Acqua, val Lattara), Settefrati.
- nel 1925-1926 avvenne l'espansione dell'area protetta ai monti della Meta tra Alfedena (AQ), Picinisco, San Biagio Saracinisco, Vallerotonda (FR) e parte del territorio di Pizzone e della valle del Sangro (nella contemporanea provincia di Isernia). Nello stesso anno la commissione amministratrice del parco destinò al taglio boschivo una parte della val Fondillo, provvedimento contrastato da Romualdo Pirotta, uno dei fondatori del parco, il quale a seguito di ciò si dimise dal corpo direttivo.[17][20]
- nel 1926 venne istituito il museo e lo zoo del parco a Pescasseroli e vennero realizzati i primi rifugi e la sentieristica. Fra i primi obbiettivi politici del parco si registrò la tendenza a favorire presenze turistiche e soggiorni sportivi in un sistema economico il più possibile compatibile con la tutela dell'ambiente capace di affiancare l'economia montana pastorale.
- nel 1933 il regime fascista sopprime l'ente di gestione autonomo, probabilmente per i suoi legami con l'associazionismo cattolico (in particolare con il gruppo scout dei giovani esploratori) e per rafforzare la presenza nei parchi italiani della Milizia forestale, che ottenne la gestione anche del parco nazionale del Gran Paradiso e dei nuovi parchi del Circeo e dello Stelvio.[21]

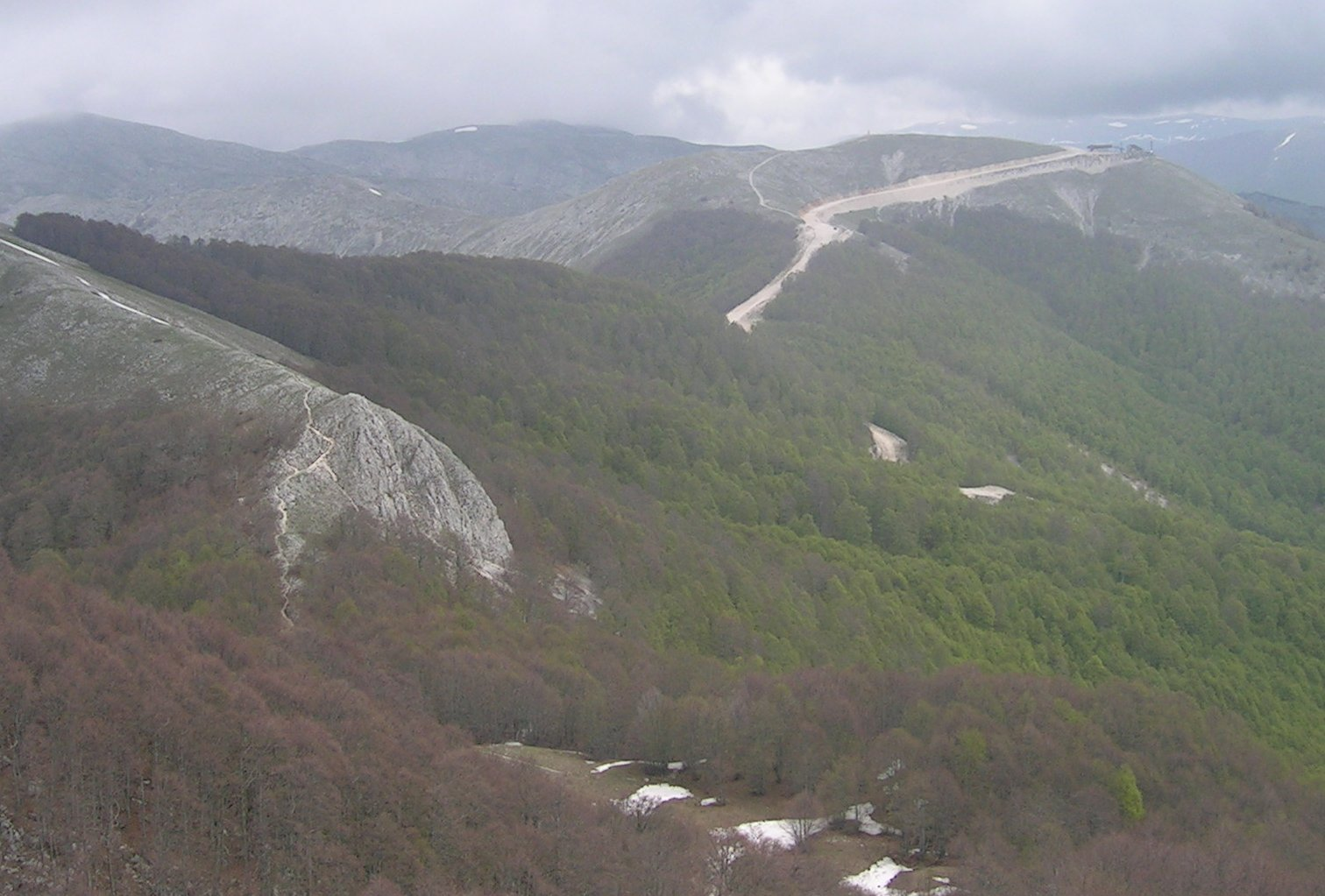
In fondo a destra gli impianti sciistici di monte delle Vitelle, presso Pescasseroli

### Il dopoguerra e l'amministrazione Saltarelli
Nel 1951 il governo democristiano dell'epoca ricostituì l'ente di gestione autonoma. La nuova direzione recuperò gli obiettivi dell'ente originario, e oltre alle numerose assunzioni di personale di sorveglianza, alla promozione di ricerche scientifiche e all'estensione dei divieti di caccia, favorì la costruzione delle prime infrastrutture per la ricezione del turismo. In particolare alla fine degli anni cinquanta sulla politica edilizia si innescarono aspre critiche in seguito alle speculazioni alberghiere e agli interventi per la realizzazione di piste da sci e impianti di risalita in diversi comuni del parco.
L'amministrazione di Francesco Saltarelli, iniziata nel 1952, tentò di opporsi all'ondata di abusivismo edilizio ma venne liquidata; seguirono così gli anni dell'espansione urbanistica di Pescasseroli e dell'aggressione indiscriminata del cemento, secondo un disegno speculativo che voleva la realizzazione di un grande comprensorio turistico-alberghiero da Roccaraso ai comuni della Valle di Comino. Nel 1967 il parco ottenne la prestigiosa certificazione del diploma europeo delle aree protette per la conservazione della natura; un lungo periodo di commissariamento e di difficili battaglie ambientali terminò nel 1969 quando Franco Tassi venne nominato nuovo direttore dell'ente parco.

### L'amministrazione Tassi

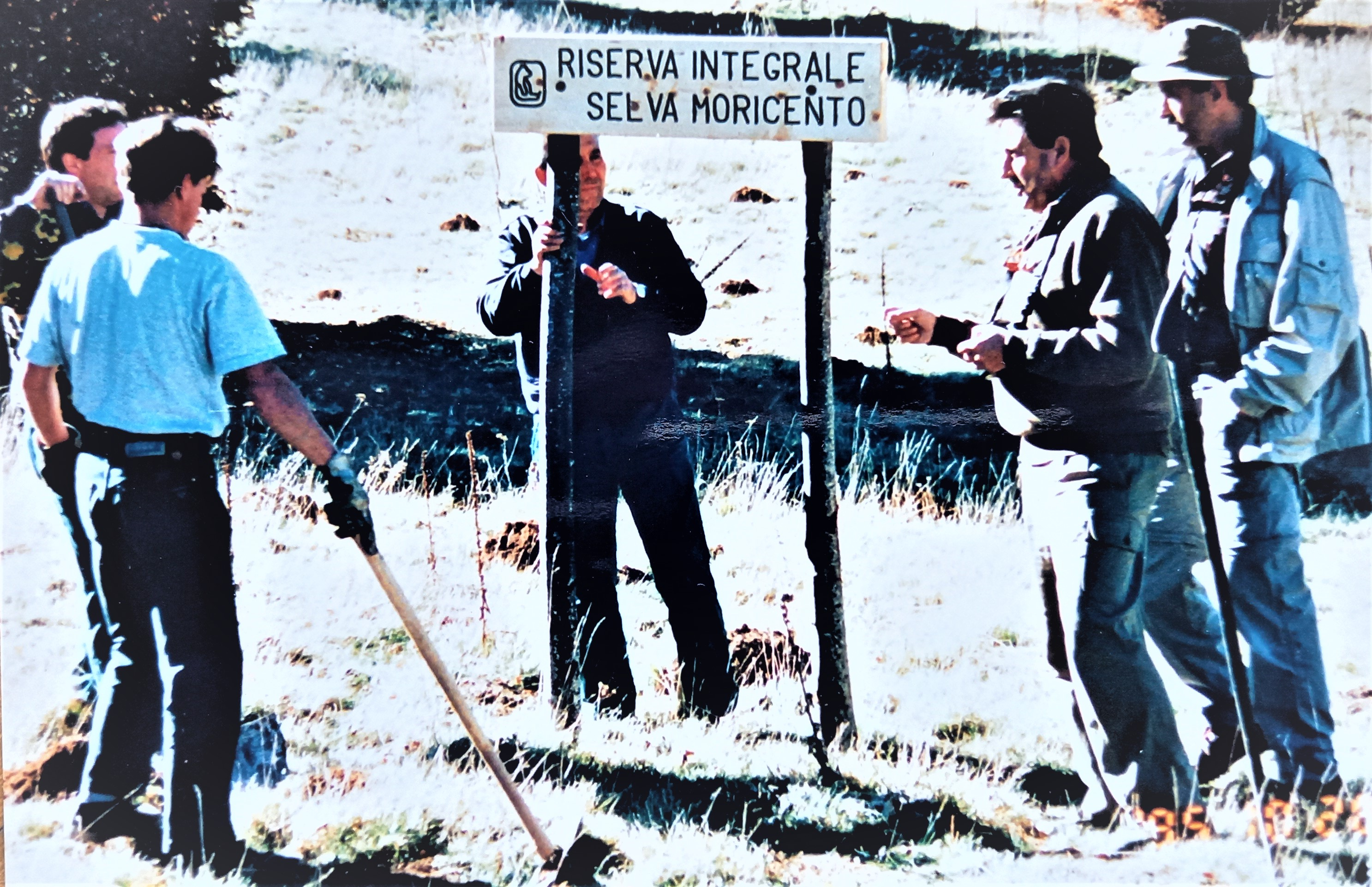
Impianto segnaletica della programmata riserva integrale Selva Moricento (a destra Franco Tassi)

Nel 1969 Franco Tassi venne nominato direttore dell'ente parco nazionale d'Abruzzo. L'amministrazione iniziò il suo mandato mostrandosi sin da subito decisamente contraria all'ondata di lottizzazioni che si ripresentava nei comuni più importanti. Nel 1970 venne istituita la "zona di protezione esterna", che ricalca in buona parte i confini del primo grande parco proposto da Sipari e dalla Pro Montibus et Sylvis.
Nel 1976 il terzo grande ampliamento del parco al massiccio del monte Marsicano scongiurò la realizzazione di un grande sistema di piste da sci tra Pescasseroli e Bisegna sul modello della vicina Roccaraso. Sono gli anni del grande successo del parco, il ripensamento dei precedenti disegni di sviluppo si concretizzò nell'accoglienza selettiva del turismo ecologista e ambientalista, in contrasto con gli afflussi di massa. Per la prima volta in Italia fu lanciato quel nuovo modello economico ambientale che trova il suo riferimento nello sviluppo economico di Civitella Alfedena.
Il 10 gennaio 1990 con il decreto del presidente della Repubblica Francesco Cossiga i comuni di Pizzone, Castel San Vincenzo, Rocchetta a Volturno, Filignano e Scapoli concedono parte del proprio territorio comunale ai vincoli della riserva per un totale di 4 000
ha: nasce il «settore Mainarde», con il quarto grande ampliamento. L'entusiasmo per una serie di grandi successi aumenta la popolarità nazionale ed internazionale della riserva, fino a diventare un riferimento per l'ambientalismo italiano e il focolaio attorno al quale sorgono i nuovi grandi progetti protezionistici che interessano non solo l'Abruzzo e le regioni limitrofe, ma tramite il WWF tutto il territorio nazionale. Tra il 1990 e il 1999 l'ente parco collabora all'istituzione del parco nazionale del Gran Sasso e Monti della Laga e del parco nazionale della Maiella, nonché alla realizzazione di un capillare sistema di riserve regionali di minore estensione che fanno dell'Abruzzo una delle regioni europee con la più alta percentuale di territorio protetto.
Attorno all'amministrazione e al personale dell'ente parco si riuniscono una serie di associazioni ambientaliste tanto che in Abruzzo vengono avviate le prime importanti ricerche scientifiche in grado di mettere in luce l'importanza del sistema ecologico regionale e della protezione di flora e fauna. Risale al 1999 l'ultimo grande ampliamento del parco, 4 200 ettari nei comuni di Ortona dei Marsi e Bisegna nella valle del Giovenco.

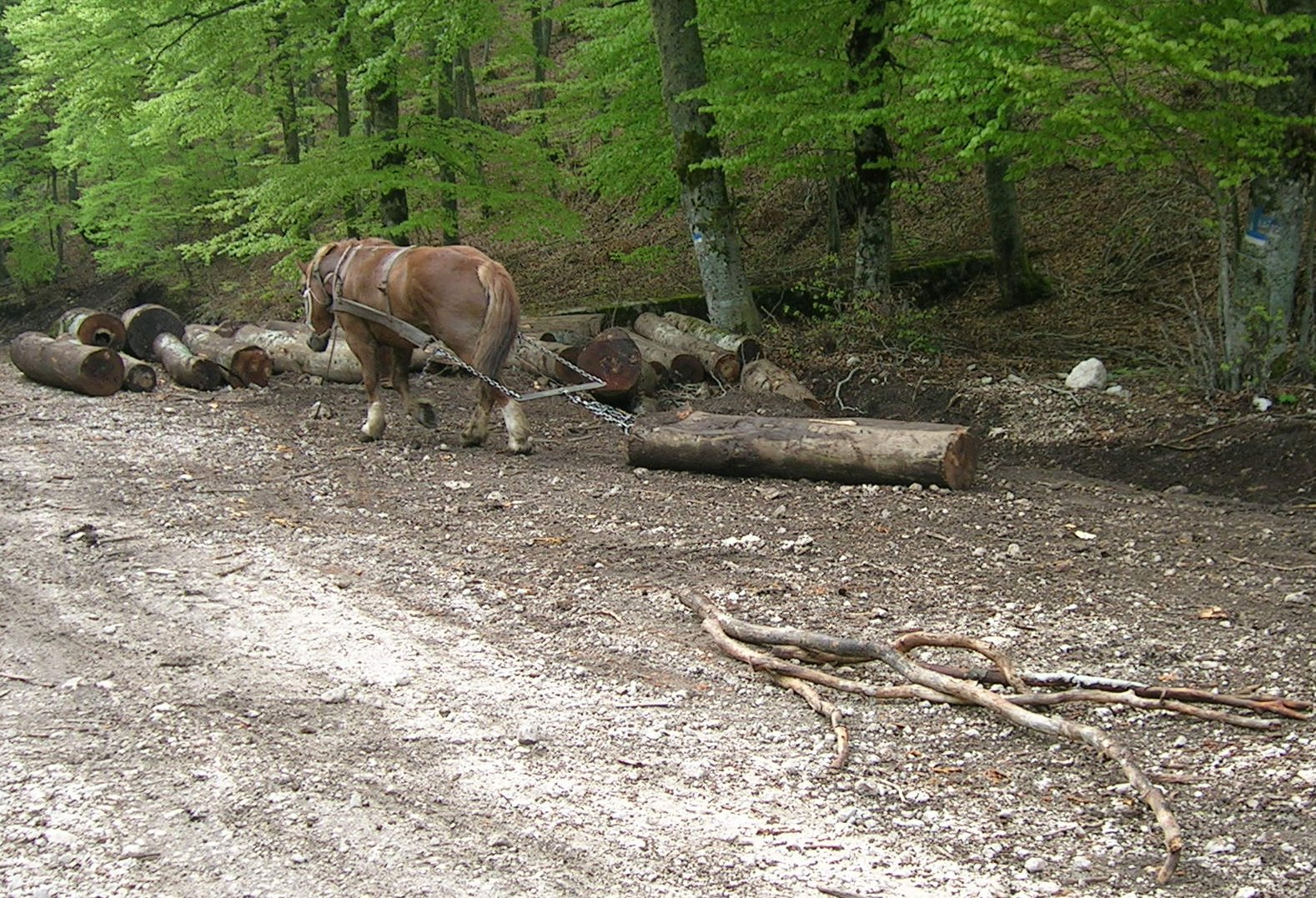
Selvicoltura con mezzi tradizionali presso Pescasseroli

### La crisi finanziaria e la fine dell'amministrazione Tassi
I grandi risultati ottenuti però non tengono conto dell'amministrazione economica. La crescita esponenziale del sistema organizzativo e il coinvolgimento di elementi estranei alla tradizione ambientalista e alla gestione finanziaria, come vincoli burocratici nazionali e regionali o il crescente interesse dei politici locali a partecipare alle decisioni amministrative dell'ente parco, condizionarono fortemente l'operato del personale della riserva. Questa tendenza prosegue fino al 2002, quando una serie di vicende politiche e giudiziarie hanno messo fine all'amministrazione Tassi.
L'ex direttore, successivamente dimostratosi innocente, è stato inizialmente denunciato e quindi dimesso dalla sua carica dal comitato direttivo dell'ente parco perché coinvolto in un contenzioso legale col comitato stesso che lo accusava di ordinare intercettazioni abusive durante le riunioni. Il grande debito contratto durante la sua amministrazione e un presunto falso in bilancio portarono alla sua definitiva liquidazione da parte del presidente dell'ente gestore Fulco Pratesi (in quegli anni presidente del WWF Italia), proprio allorché l'orientamento delle politiche ambientali nazionali e regionali stava cambiando. L'originario disegno che prevedeva il coordinamento delle riserve protette istituende che ruotavano attorno alla promozione del parco nazionale fu messo da parte.
Non si tenne conto dell'impiego di risorse economiche e umane del parco d'Abruzzo che portò alla concretizzazione del progetto e, piuttosto che intervenire in collaborazione con la riserva ormai indebitata, venne finanziata una sequenza di parchi speculari autonomi, per anni amministrativamente frammentati ed economicamente dispersivi. A ciò si aggiunse la sfiducia delle popolazioni coinvolte e degli ambientalisti di fronte alle polemiche che sorsero in quegli anni.

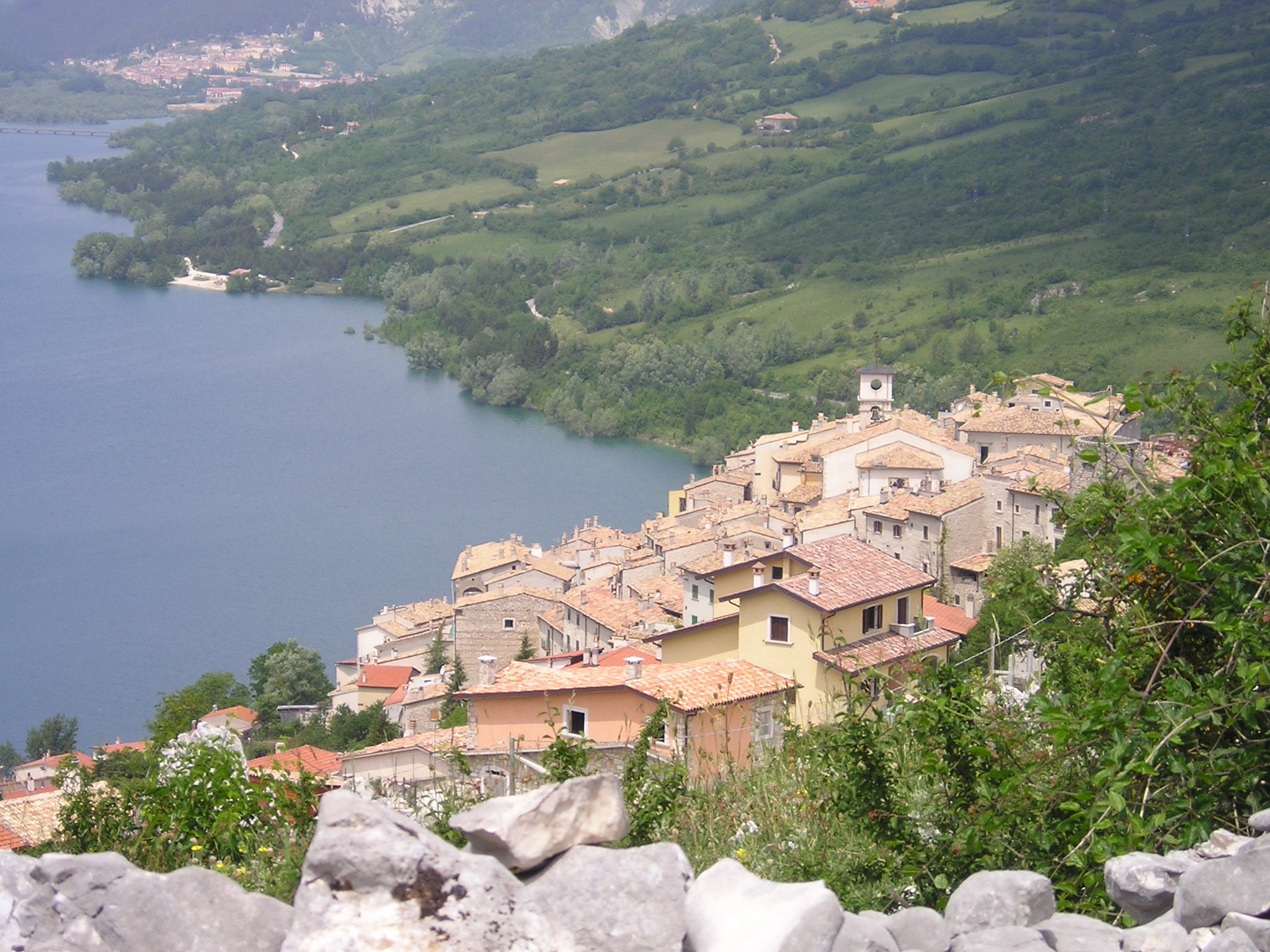
Barrea e il lago omonimo

### Il commissariamento
Un periodo di incertezza è seguito alla caduta di Tassi, fino alla mozione di sfiducia della Comunità del Parco (organo consultivo istituito il 6 dicembre 1991 con la legge n. 394, titolo II, art. 10) verso Fulco Pratesi licenziato nel 2005 dalla carica di presidente dell'ente gestore dal Ministero dell'ambiente. Dal 2002 al 2008 Aldo Di Benedetto, già vicepresidente dell'associazione ambientalista Pro Natura, erede dell'associazione federata Pro Montibus et Sylvis è stato il direttore facente funzioni e dall'8 agosto 2007, data in cui il ministro dell'Ambiente ha firmato il decreto di ricostituzione del consiglio direttivo, Giuseppe Rossi è stato nominato nuovo presidente dell'ente parco, ponendo termine ad un lungo commissariamento.

### Nuove gestioni
Dal 22 gennaio 2008 al febbraio 2011 il direttore generale dell'ente gestore è stato Vittorio Ducoli, già direttore del parco regionale dell'Adamello, sostituito prima come facente funzioni, poi dall'8 novembre successivo dal pescarese Dario Febbo, già direttore del parco nazionale del Gran Sasso e Monti della Laga. 
Il 18 marzo 2014 è stato nominato presidente dell'ente parco Antonio Carrara.
Con un decreto dell'8 ottobre 2019, dopo un periodo di prorogatio, il ministro dell'ambiente Sergio Costa ha nominato Giovanni Cannata quale nuovo presidente dell'ente gestore.
Dal 13 agosto 2019 il Direttore Generale dell'ente è Luciano Sammarone, già comandante del reparto Carabinieri biodiversità di Castel di Sangro.
Le ultime gestioni appaiono sempre più orientate verso la tutela ambientale e il recupero del rapporto con le comunità e le istituzioni locali.

## Flora

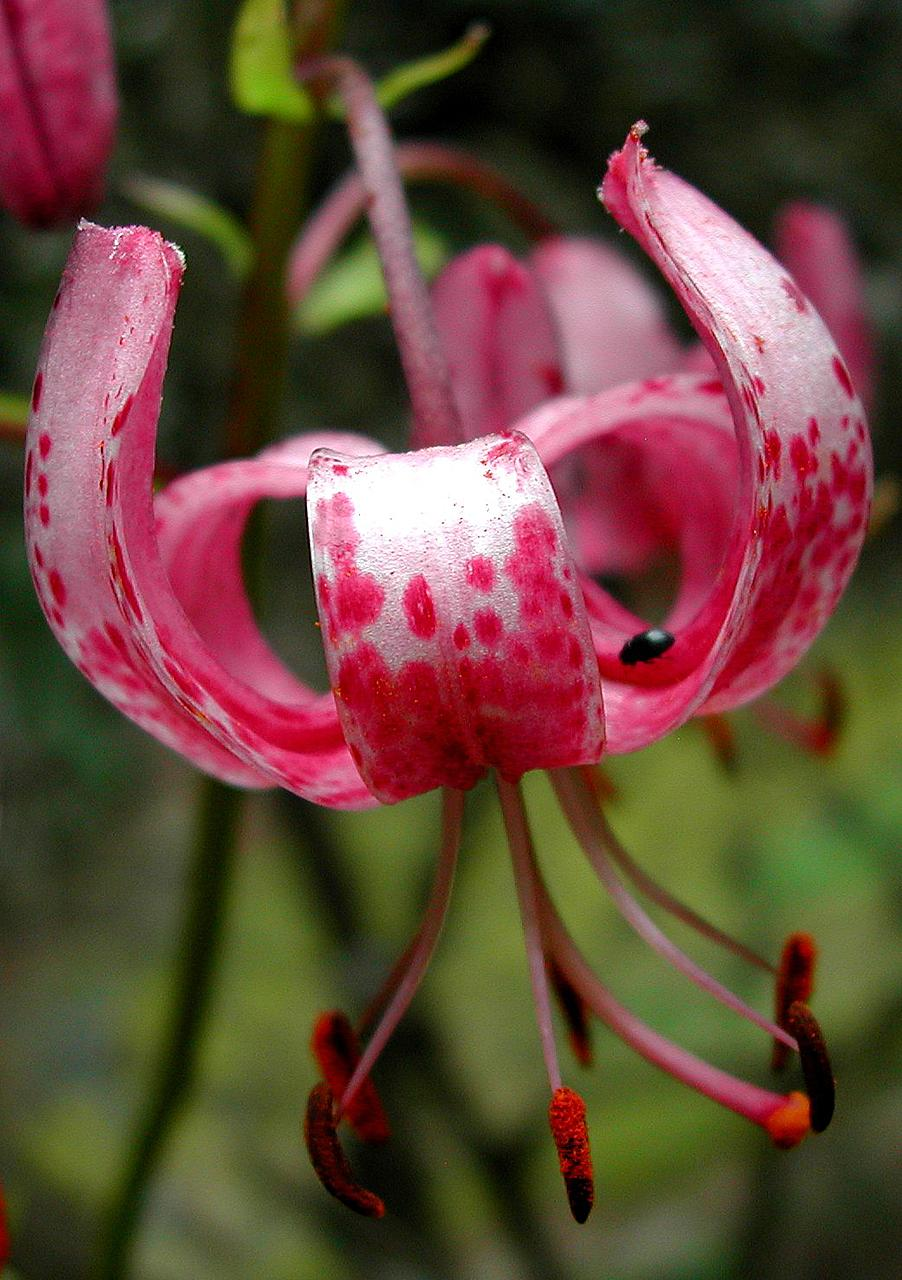
Il giglio martagone

La sua posizione grossomodo centrale nella penisola italiana e i diversi ampliamenti effettuati nel corso degli anni in territori paesaggisticamente vari, hanno fatto del parco un prezioso serbatoio di specie floristiche rare ed endemiche, luogo di protezione degli ambienti più tipici e meglio conservati di tutto l'appennino.

### Spettro biologico
Lo spettro biologico della flora del parco nazionale d'Abruzzo, Lazio e Molise presenta notevoli affinità con gli studi analoghi risultanti dalle flore dei monti Simbruini, dei monti Alburni e dei monti Picentini. Le flore di dette località sono molto simili per la presenza cospicua di emicriptofite e di terofite, contrariamente a quanto risulta dalle indagini attuate nell'Abruzzo montano, dove le prime risultano più consistenti per numero di specie, mentre si riducono notevolmente le seconde.
| Classificazione | Numero specie | Percentuale |
| --------------- | ------------- | ----------- |
| Emicriptofite   | 785           | 45,48%      |
| Terofite        | 407           | 23,58%      |
| Geofite         | 246           | 14,25%      |
| Camefite        | 117           | 6,78%       |
| Fanerofite      | 156           | 9,04%       |
| Idrofite        | 15            | 0,87%       |

### Spettro corologico
La vasta area occupata dal parco nazionale comprende ambienti naturali diversi, caratterizzati da una varietà di specie che oscilla da elementi mediterranei extrazonali a piante tipiche del piano alpino. Le Eurasiatiche sono il gruppo di specie più consistente, con una rilevante compenetrazione di entità pontiche ed illiriche (esteuropee).

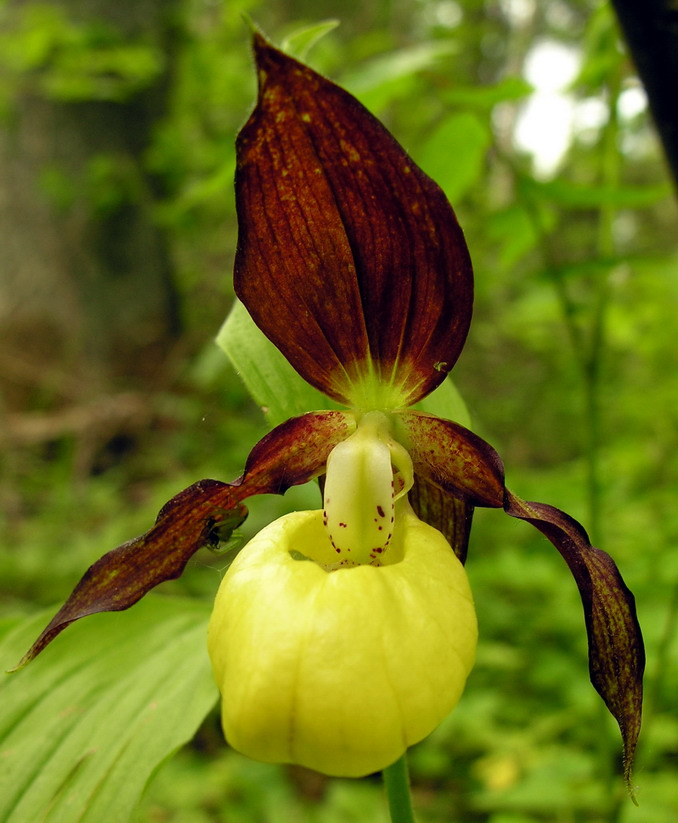
Cypripedium calceolus

| Classificazione        | Numero specie | Percentuale |
| ---------------------- | ------------- | ----------- |
| Endemiche              | 111           | 6,44%       |
| Steno-Mediterranee     | 161           | 9,34%       |
| Euri-Mediterranee      | 246           | 14,27%      |
| Medit.-Mont.           | 83            | 4,81%       |
| Orofite                | 148           | 8,58%       |
| SE-Europee             | 57            | 3,31%       |
| Pontiche               | 60            | 4,48%       |
| Eurasiatiche           | 430           | 24,94%      |
| Atlantiche             | 53            | 3,07%       |
| Boreali                | 197           | 11,43%      |
| Mediterraneo-Turaniche | 45            | 2,61%       |
| Varie                  | 133           | 7,71%       |

### Vegetazione sinantropica e riparia
La lontananza del mare fa sì che le associazioni vegetali siano prevalentemente quelle tipiche dell'area continentale, seppur si ricordano nella zona di protezione esterna leccete relitte sulle colline che digradano verso l'altopiano dell'ex lago del Fucino, in particolare a Casali d'Aschi, frazione di Gioia dei Marsi. Altri elementi mediterranei extrazonali lambiscono il territorio del parco per brevi tratti in valle di Comino e a Rocchetta a Volturno.
Dai 600 agli 800-1000 m s.l.m. il piano occupato dalle antiche colture, riutilizzate a maggese o a pascolo, era quello del bosco di roverella, diffuso nei fondovalle del parco ricadente negli spartiacque del Giovenco e del Liri e nella pianura un tempo coltivata, a substrato argilloso, poi occupata dall'invaso artificiale del lago di Barrea. I boschi di querce sono ancora abbondanti nel versante delle Mainarde con le interessanti cerrete attorno al bacino artificiale del lago di Cardito dove si segnala la presenza molto meridionale e rarissima per il Lazio della Lomelosia crenata (Cyr. - Greuter & Burdet), sottospecie della Lomelosia crenata, rara in Abruzzo e Molise. Ornielli, aceri, meli selvatici e ciliegio abbondano nella zona di transizione con il piano montano, fortemente degradata a causa dell'esposizione intensa al pascolo.
Le zone umide in cui la vegetazione è più abbondante e caratteristica sono le rive del fiume Sangro a valle di Pescasseroli. Il corso d'acqua attraversa la piana di Opi dove la maggior parte delle piante spontanee sono relegate nelle golene a Salix appennina Skvortsov, Salix purpurea L. e Populus alba L. Più a valle dove il Sangro raccoglie le acque del torrente Scerto e del Rio Fondillo la vegetazione ha riconquistato antichi coltivi. Le specie arbustive dominanti sono il Corylus avellana L. e la frequente, ma localizzata, Tilia platyphyllos Scop. Frequente nel substrato acido del sottobosco Dactylorhiza maculata fuchsii (Druce) Soò. Le rive artificiali del lago di Barrea, soggette ai frequenti mutamenti del livello delle acque, non permettono una diversificazione floristica degna di nota. Importanti i pantani delle sorgenti in quota, che ospitano la rara Dactylorhiza incarnata (L.) Soò e il trifoglio fibrino (Menyanthes trifoliata L.).

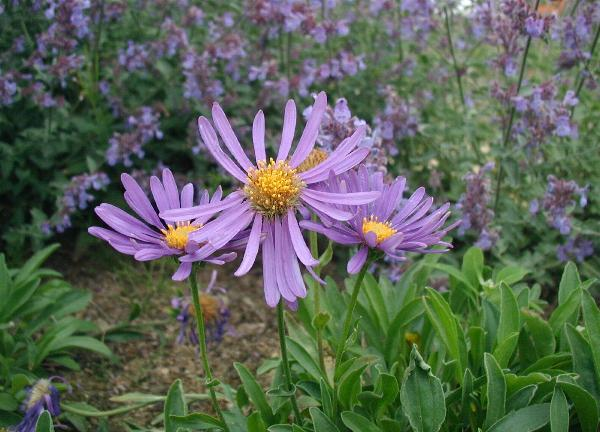
Aster alpinus

### Piano montano e submontano
Dagli 800-1 000 ai 1800 m s.l.m. l'area montana è nella maggior parte del territorio ormai completamente ricoperta da un denso soprassuolo forestale, per lo più caratterizzato dal faggio, soggetto ad usi civici; le sole secolari faggete tra Pescasseroli e Villavallelonga scampano al periodico taglio del bosco e possono così ospitare una varietà vegetale ed animale altrimenti assente nel cosiddetto bosco coetaneo. Alle stesse altitudini però vi sono i boschi della Camosciara e di Cacciagrande in val Fondillo, nei comuni di Villetta Barrea ed Opi, la cui varietà floristica è la più importante e studiata del parco. Accanto ai faggi, aceri di monte, aceri di Lobelius, sorbi montani, e maggiociondoli, specie molto diffuse anche nel resto dell'area protetta, vive il più celebre endemismo della zona, il pino nero di Villetta Barrea.
La stazione è un relitto dell'epoca glaciale; la specie è anche diffusa sporadicamente attorno al monte Greco, al monte Godi e sulle Mainarde, a testimonianza delle antiche pinete oggi soppiantate dagli ampi pascoli e praterie. Questo lembo di territorio è preziosissimo anche per altre presenze tipicamente alpine quali la Scarpetta di Venere (Cypripedium calceolus L.) e la Corallorhyza trifida Cathel., nonché per le numerose specie delle rupi calcaree aride o stillicidiose come le carnivore Pinguicola o l'endemica Aquilegia magellensis Huter, Porta & Rigo. Polygaloides chamaebuxus a San Biagio Saracinisco raggiunge il limite meridionale del suo areale italiano.
Poco diffusa la presenza di Taxus baccata L. che si concentra nelle zone più alte e selvagge della faggeta sui monti della Meta e sui monti tra Pescasseroli e Villavallelonga.
Altro importante relitto sono i popolamenti di Betula pendula Roth, presente in due sole stazioni in quota sui monti della Meta. Nel parco sono stati studiati e scoperti il Giaggiolo marsicano (Iris marsica Ricci & Colasante), il più bello e vistoso endemismo dell'appennino centrale e la Festuca del Vallese (Festuca valesiaca Schleich. ex Gaudin).

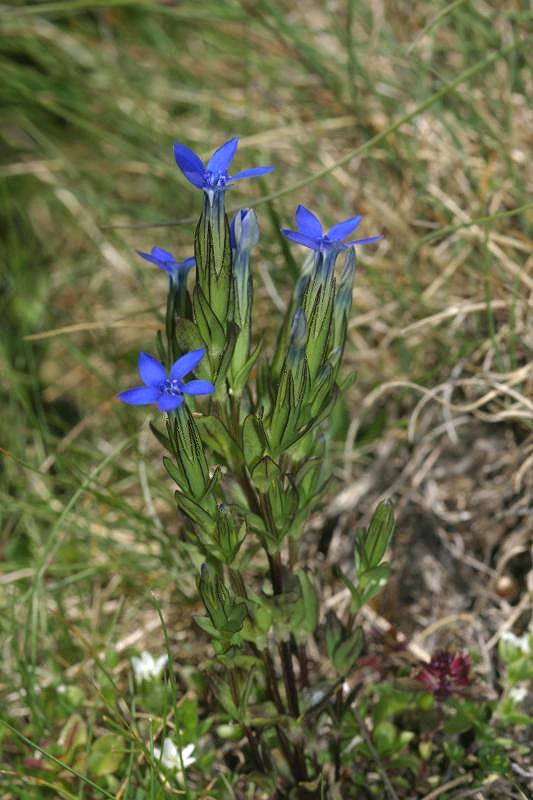
Fiori di Gentiana nivalis

### Vegetazione in quota e pascoli
Oltre i 1800 m s.l.m. il piano alpino e subalpino è altrettanto interessante. Ospita il pino mugo, raro altrove nell'Italia centromeridionale. A causa dell'isolamento geografico numerose specie alpine relitte in Abruzzo si sono evolute in una serie di interessantissimi endemismi, altre sono ai limiti del loro areale intero o relativo (italiano).
- Androsace maxima L.: primulacea annuale tipica delle valli alpine orientali; nella penisola è segnalata solo nel parco nazionale d'Abruzzo e nel parco naturale regionale Sirente-Velino.
- Gentiana nivalis L.: piccola genziana a corolla blu, rara in tutto il territorio nazionale, nel parco d'Abruzzo al limite meridionale del suo areale italiano.
- Campanula tanfanii Poldech: presente nella zona di protezione esterna, relitto glaciale diversificato a seguito dell'isolamento geografico post-glaciale, diffuso dal Furlo nelle Marche al parco d'Abruzzo, è la specie più prossima dell'endemita alpino Campanula carnica Schiede ex M. & K.
- Campanula appennina Poldech: altro endemismo peninsulare al limite meridionale del suo areale.
- Viola hymettia Boiss & Heldr. e Viola eugeniae Parl. La prima al limite settentrionale del suo areale italiano, è una forma della più frequente Viola arvensis Murray. La seconda è frequentissima nell'appennino centrale dove sostituisce l'analoga Viola calcarata L., specie alpina geneticamente vicina.
- Festuca bosniaca Kumm. & Sendtn. Anfiadriatica sui pendii sassosi della riserva, al limite settentrionale del suo areale italiano. Poco appariscente, è importante perché associata alla distribuzione di Pinus leucodermis Antoine, relitto nella sola Calabria.
- Leontopodium alpinum Cass sottosp. nivale (Ten.) Tutin e Aster alpinus L. Vistosi elementi floristici delle alte quote, raggiungono nel parco la punta meridionale del loro areale italiano.
- Nigritella rubra widderi (Teppner & Klein) H.Baumann & R.Lorenz è un'altra delle orchidee selvatiche localizzata ed endemica dell'appennino centrale, segnalata nel piano cacuminale del comune di Opi.[44]

Molto rari e per lo più frutto di rimboschimenti sono i boschi nel versante peligno del parco, quello ricadente nel comune di Scanno in cui dall'area abitata alle cime montuose continua ininterrottamente la superficie destinata al pascolo e all'allevamento del bestiame. Nonostante le condizioni ambientali sfavorevoli, anche questa zona conserva preziose nicchie di biodiversità: è in queste valli infatti che troviamo l'unica stazione del parco di Paeonia officinalis L. e un'ampia concentrazione di piante aromatiche ed officinali: Hyssopus officinalis L., Gentiana lutea L., Tanacetum parthenium L., Chenopodium bonus-henricus L.

## Fauna

### Grandi mammiferi
I grandi mammiferi sono stati il motivo principale dell'istituzione della riserva. Un tempo tutti gli animali protetti nel territorio del parco erano molto diffusi lungo l'intero appennino centromeridionale, costituendo popolazioni geneticamente autonome rispetto alle specie europee, spesso dei veri e propri endemismi, molto importanti da un punto di vista della zoologia tuttavia ancora non del tutto studiati nella loro identità genetica.

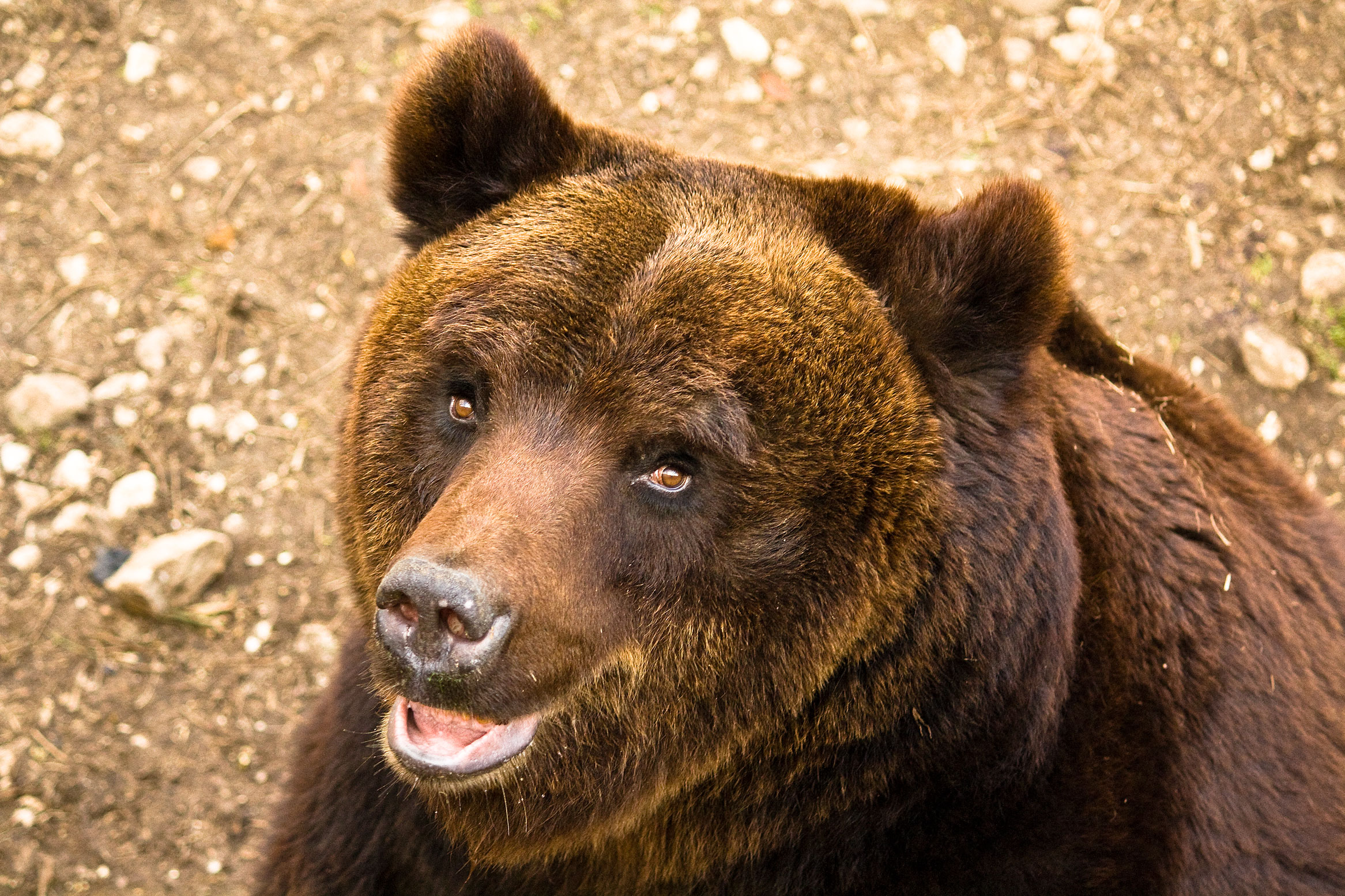
Primo piano dell'orso marsicano

- Orso bruno marsicano[46] (Ursus arctos L. sottosp. marsicanus Altobello), 45-69 individui, zona di protezione esterna compresa.[47] È il simbolo del parco che da sempre ha sconfinato in tutte le montagne dell'Abruzzo meridionale, del Lazio e del Molise, facendo registrare avvistamenti anche alle quote più basse. Dai circa 80 animali registrati negli anni ottanta[48], la presenza del plantigrado è scesa nel parco a circa 50, concretizzandosi in tal modo l'elevato pericolo di estinzione, come avvenne negli anni Cinquanta (30 esemplari). La sua presenza è attestata, con più frequenza, nelle valli boschive dei monti della Meta e nella riserva naturale Feudo Intramonti. Con la piantagione di alberi da frutto selvatici e la regolamentazione degli accessi turistici, si è costruito un ambiente più idoneo alle sue necessità. Problematico è anche il bracconaggio che ogni anno elimina, tramite esche avvelenate o addirittura colpi di fucile, alcuni orsi.[49]

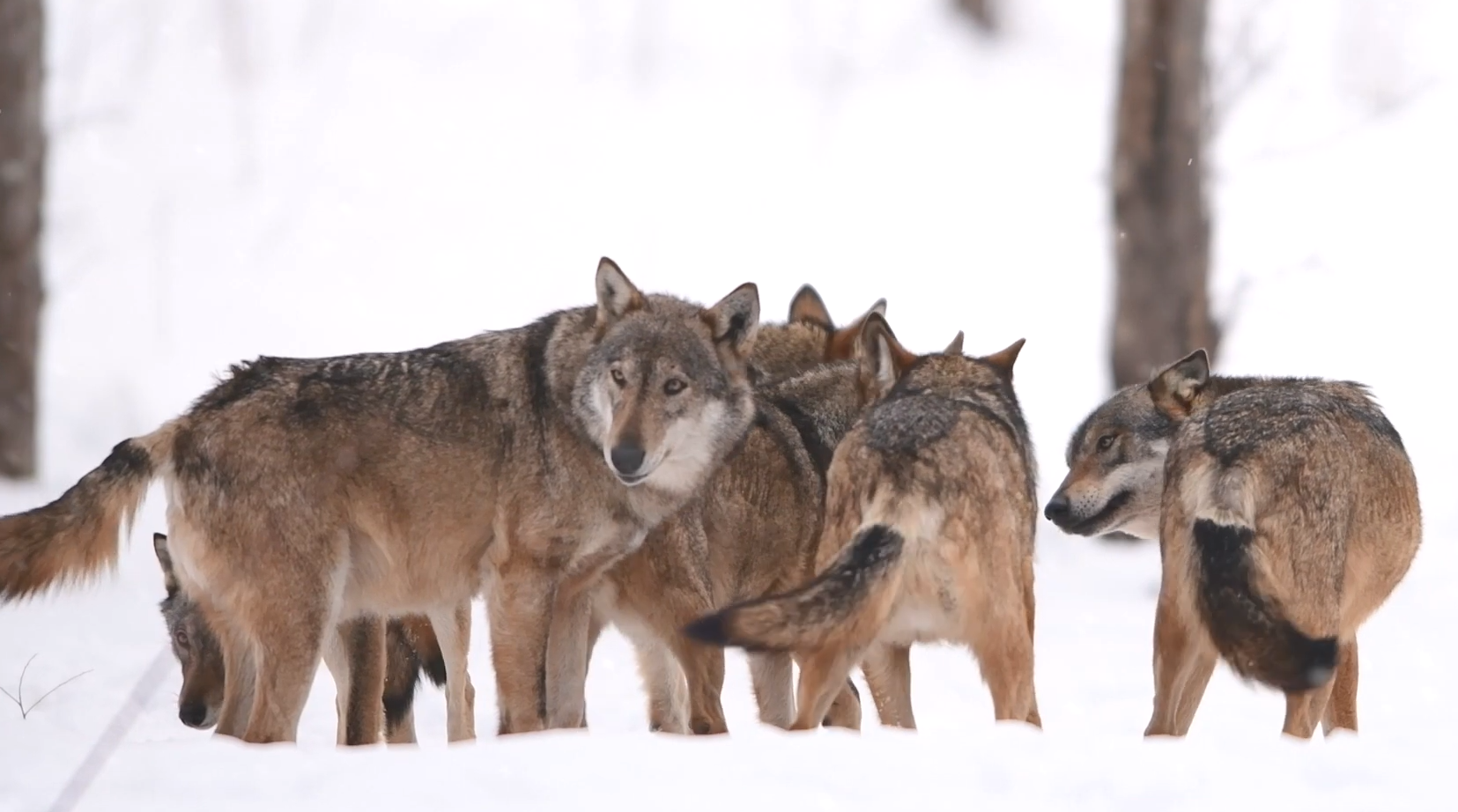
Lupi appenninici nel parco

- Lupo appenninico[46] (Canis lupus L. sottosp. italicus), 40-50 esemplari circa[48]. È il predatore più importante del parco e di tutto l'Appennino. Nel 1970 contava solamente una decina di esemplari, ma grazie all'estensione del territorio della riserva integrale, all'aumento delle popolazioni di camoscio d'Abruzzo e alla reintroduzione di cervi e caprioli, la specie ha registrato una costante crescita, fino alla accertata diffusione nella vicina area dell'Appennino laziale e toscano. Altri individui, dopo avere risalito il settore appenninico, stanno colonizzando le Alpi e la Francia meridionale fino alla Spagna orientale, oltrepassando i confini storici dell'areale della sottospecie.[48]
- Lince[46] (Lynx lynx L.), nonostante la direzione del Parco continui ad affermare che l'animale sia presente "nelle zone più selvagge ed impervie" della riserva, gli esperti che vi lavorano, quali il professor Luigi Boitani, affermano che non ci sia alcuna prova di ciò e che l'animale sia ivi estinto[50][N 8]; fatta eccezione per gli individui tenuti in cattività in un'apposita area faunistica di Civitella Alfedena.[51] Alcune testimonianze parlano dell'avvistamento di un animale localmente noto come lupo cervino o lupo cerviero (in dialetto abruzzese jattepàrde) tra Pescasseroli, Opi e Villavallelonga tra il 1940 e il 1970.[52]

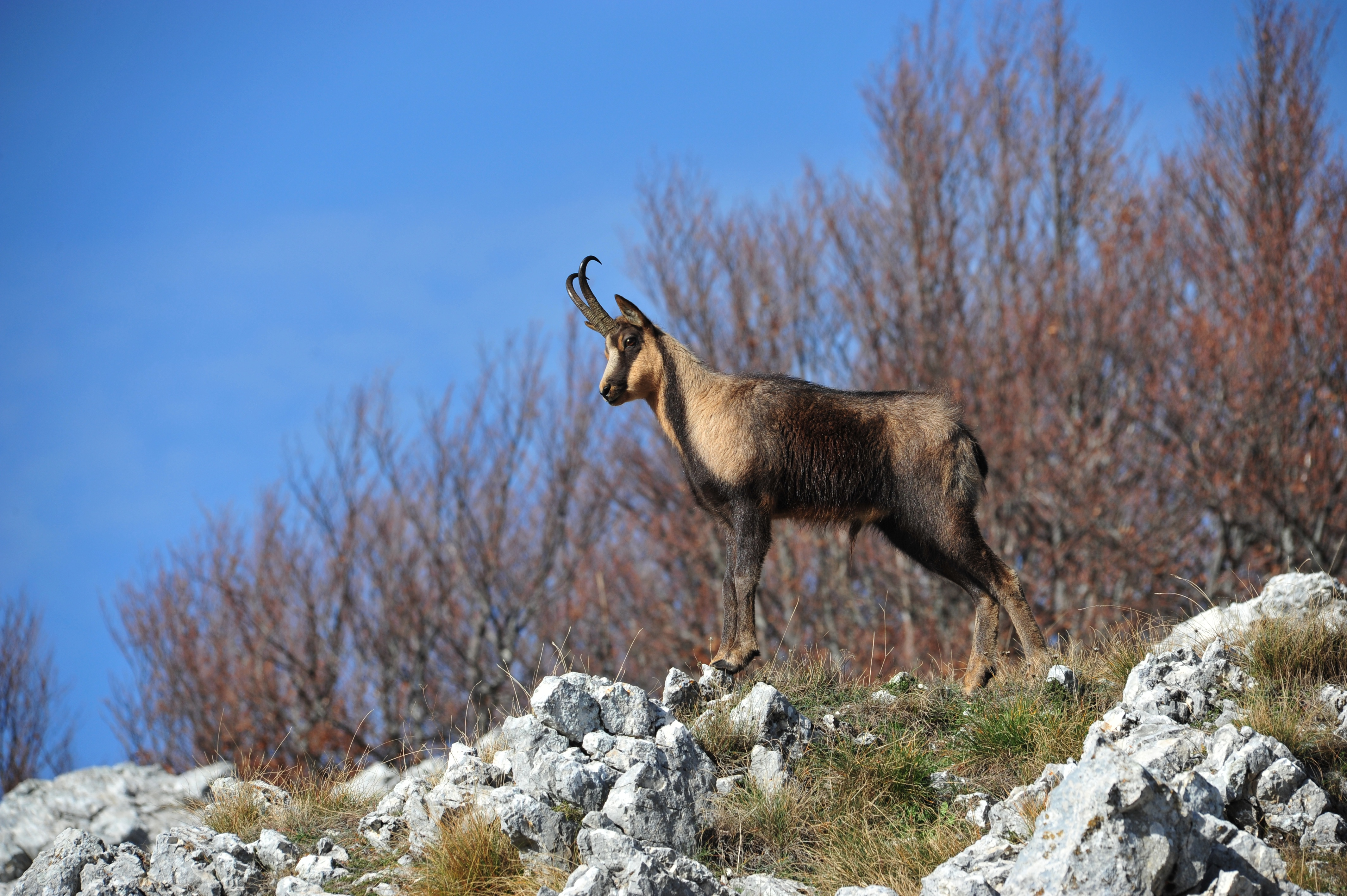
Il camoscio d'Abruzzo

- Camoscio d'Abruzzo[46] (Rupicapra pyrenaica ornata, già Rupicapra rupicapra ornata), 600-700 esemplari circa. Altro importante elemento, che insieme all'orso marsicano è endemico del parco, si è preservato dall'estinzione nei pendii della Camosciara (toponimo che ne testimonia la presenza relitta). Geneticamente vicino al camoscio dei Pirenei, presenta vistose differenze col camoscio alpino per il collare di pelo più scuro e che è invece caratterizzato da una fine peluria chiara, bianca in inverno. L'animale ha recuperato territorio ed è diffuso sulle alture del monte Amaro di Opi e del monte Meta di Picinisco, nonché saltuariamente su tutte le pendici più ripide della riserva non più soggette a intenso pascolo. Dal parco d'Abruzzo sono partiti gli esemplari reintrodotti alle pendici della Maiella e nel parco nazionale del Gran Sasso e Monti della Laga.[53]
- Cervo[46] (Cervus elaphus L. sottosp. hippelaphus), 700-800 esemplari circa.[48] Il cervo si era estinto nel parco già al momento della sua prima istituzione, nel 1921; la sua assenza aveva inciso notevolmente sulla catena alimentare, creando serie difficoltà ai principali predatori. Nel 1971 furono reintrodotti, dalle Alpi Orientali, i primi esemplari che si stanziarono nei boschi alle pendici del monte Marsicano. Il numero degli esemplari è in forte espansione.
- Capriolo[46] (Capreolus capreolus L.), 300-400 esemplari circa.[48] Anche il capriolo è stato reintrodotto con le stesse finalità del cervo. Dai circa 60 esemplari la popolazione è notevolmente aumentata, tanto da essere la specie più facile da avvistare.[54]

### Mammiferi minori
Sfuggevole l'incontro con il gatto selvatico, la martora, la faina, il tasso e la puzzola, specie diffuse su tutto il territorio nazionale. Nel 2018, dopo oltre quarant'anni dall'ultima segnalazione, è stata accertata la presenza della lontra, nelle acque chiare e non inquinate del Sangro, all'affluenza dei torrenti pescosi che scendono dalle valli vicine, e alla foce di Barrea.
È stata altresì confermata la presenza sui versanti abruzzesi e molisani della lepre italica.
Molto più comuni sono la lepre europea, la volpe, la talpa, il riccio e la donnola; abbastanza frequenti il ghiro e lo scoiattolo meridionale. Anche qui i cinghiali sono un problema sentito, e non solo dalla popolazione per i danni alle persone e alle colture, ma anche per il dissesto che apportano al manto erboso delle radure minacciando spesso le presenze floristiche rare.
Tredici sono le specie diverse di pipistrelli.

### Uccelli

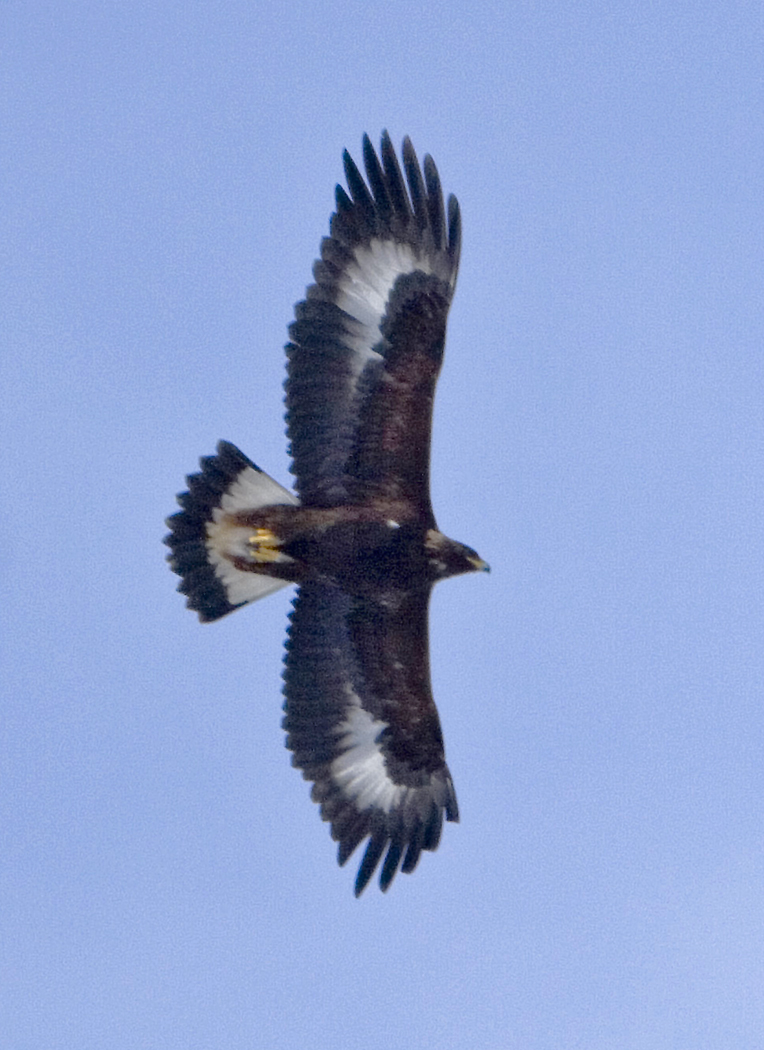
Aquila reale

Tra gli uccelli (circa 230 specie diverse) si ricorda l'importante presenza del picchio di Lilford nei boschi di monte Tranquillo a Pescasseroli e sui monti della Meta; si è ipotizzata la reintroduzione del picchio nero. Segnalata la presenza senza nidificazione della cicogna bianca, e rari avvistamenti di gipeto (Gypaetus barbatus). Saltuaria la presenza dell'avvoltoio grifone (Gyps fulvus).
I rapaci sono ben diffusi come in tutto il territorio appenninico, in particolare il falco pellegrino, l'astore, la poiana, l'aquila reale, il gufo reale e l'allocco. Nei pressi dei corsi d'acqua incontaminati non mancano il merlo acquaiolo, oltre alle più comuni ballerine gialle.
L'aquila reale ha trovato nell'area protetta molti luoghi ideali per la nidificazione, e con le restanti aree protette confinanti, può sfruttare il parco nazionale d'Abruzzo come corridoio naturalistico per la riconquista delle zone prossime in cui si era estinta.

### Rettili e anfibi

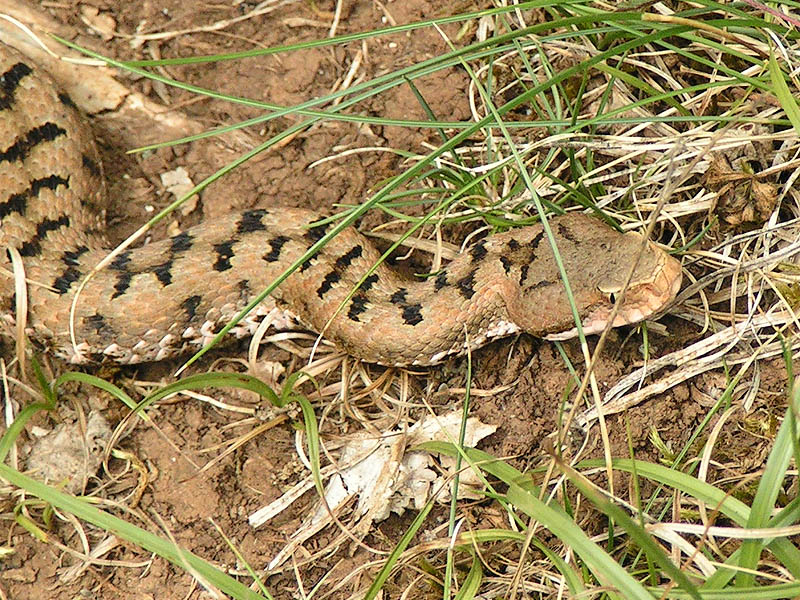
Vipera comune

Tra i rettili ma solo sui luoghi più aspri ed in quota troviamo la rarissima vipera dell'Orsini oltre la vipera comune, abbastanza frequente il biacco, come l'orbettino italiano e la biscia dal collare (Natrix natrix sottosp. lanzai).

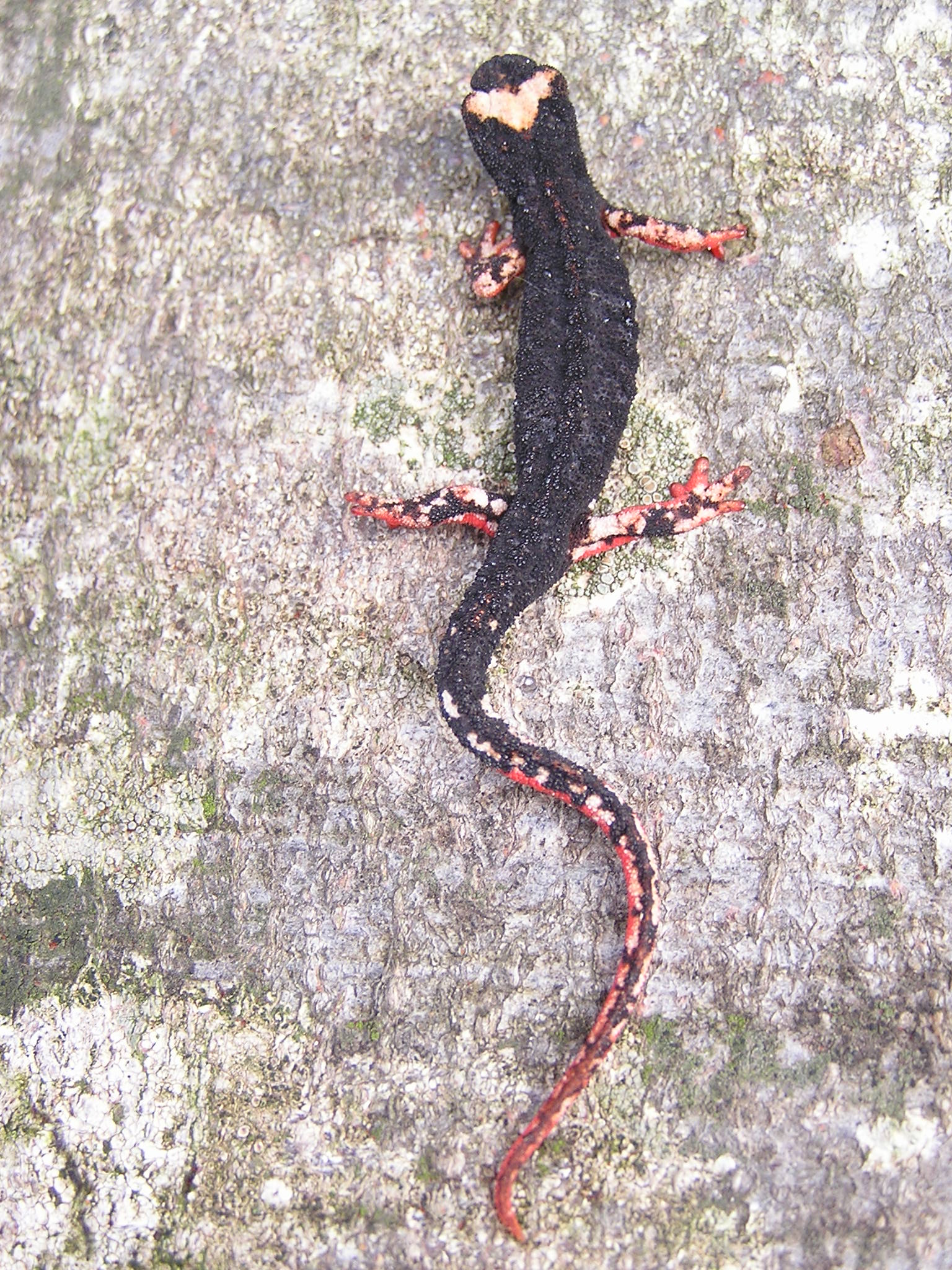
Salamandrina terdigitata

La presenza di alcune valli ricche di acque sorgive, impaludamenti e torbiere ha favorito la conservazione di piccoli anfibi rari e schivi quali la salamandrina dagli occhiali, il tritone italiano e la salamandra pezzata.

### Ittiofauna
Nei corsi d'acqua più freddi troviamo le specie autoctone Salmo ghigii e Barbus samniticus. Introdotta nei bacini artificiali la trota iridea (Oncorhynchus mykiss). Segnalata la presenza del gambero di fiume Austropotamobius pallipes italicus e l'anfipode lacustre Gammarus lacustris.

### Invertebrati
Si contano fino a 2000 diversi coleotteri fra le circa 3800 specie diverse di insetti, molti di questi rari e autoctoni, fra cui Parnassus apollo, Carabus cavernosus violatus, Triaxomera marsica e il Capricorno del Faggio (Rosalia alpina).

## Geografia antropica e archeologia

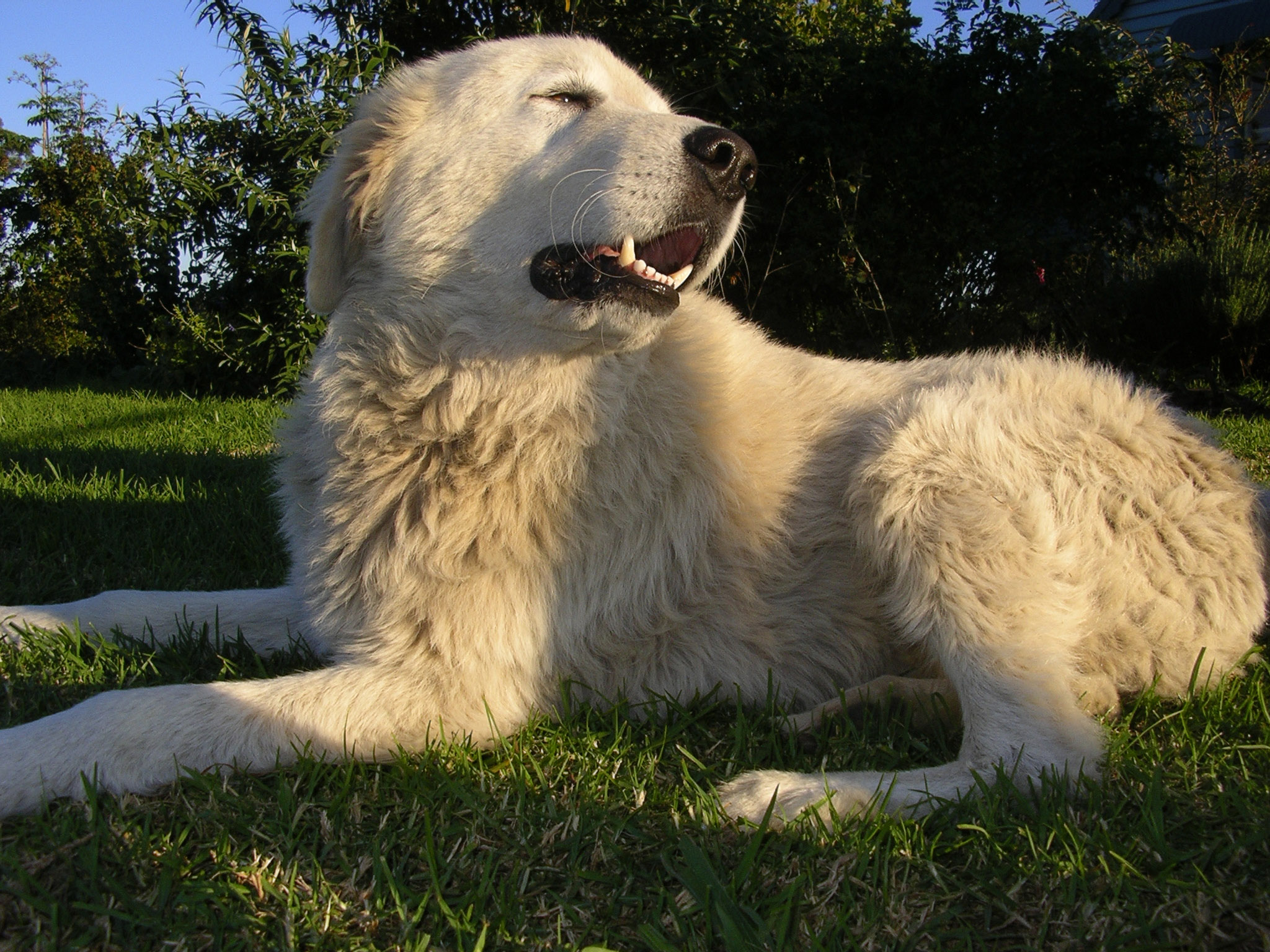
Cane da pastore maremmano abruzzese, l'animale tipico della guardiania alle greggi della transumanza

Le popolazioni dell'Alto Sangro hanno dovuto adattare i loro usi a un paesaggio ostico: per secoli isolato e carente di infrastrutture e vie di comunicazione. Alcuni villaggi del parco sperimentarono la prima vera e propria forma di urbanizzazione solo a seguito del terremoto di Avezzano del 1915; considerati i danni subiti dai nuclei urbani storici, furono ricostruite abitazioni provvisorie su cui poi si svilupparono gli edifici moderni e nuovi servizi. Prima del 1915 l'economia strettamente pastorale della zona modellò non solo le montagne e il paesaggio rurale, ma anche l'assetto e le forme dei centri urbani: essi non si svilupparono attorno ai castelli medievali, su speroni rocciosi difensivi o su ruderi di epoca romana come nei circondari vicini; la marginalità del posto favorì la lontananza di invasori e conquistatori.
Così i villaggi crebbero senza forma; si svilupparono attorno ai palazzi signorili rococò dei grandi proprietari terrieri e di bestiame, vertici politico-economici delle locali comunità pastorali, sorte sul modello economico della "masseria montana", un ordinamento sociale che succedette il sistema dei municipia e dei santuari etnici legati alla pastorizia transumante. Il "massaro" presto riuscì a diventare il principale proprietario degli armenti curati, fino a poter essere il solo detentore del capitale sufficiente per proseguire l'attività dell'allevamento e del commercio di bestiame, con modalità e in circostanze che in parte hanno ricalcato lo sviluppo del capitalismo moderno nell'Europa settentrionale.

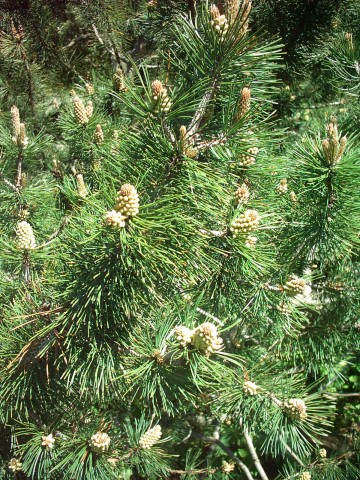
Il pino mugo

### I primi insediamenti e l'età romana
Indagini archeologiche hanno portato alla luce le prime tracce di insediamenti stabili umani risalenti all'Età del ferro (X - VII secolo a.C.) testimoniati dai resti di rudimentali fortificazioni in opera poligonale, sotto il contemporaneo centro storico di Opi e attorno al lago di Barrea (Valle Japagana). Praticata stabilmente la pastorizia la società si organizzò in gruppi parentali: le diverse necropoli della val Fondillo, di Barrea ed Alfedena testimoniano infatti le prime tracce di organizzazione sociale del territorio.
Con la diversificazione delle varie tribù safine, nel V secolo a.C., che si stanziarono nell'Italia centrale, le montagne del parco si trovarono a determinare il limite tra i territori dei Marsi, dei Volsci e dei Sanniti-Pentri. I confini sembrerebbero essere approssimativamente quelli stabiliti dall'amministrazione romana, che spartì il territorio tra i municipi di:
- Aufidena (tra le contemporanee Alfedena e Castel di Sangro), che amministrava l'Alto Sangro fino ad Opi;
- Atina, da cui dipendevano anche i possedimenti di Cominium;
- Angizia, antica area sacra marsa successivamente municipio romano, che controllò una vasta area fucense e la Vallelonga;
- Marruvium, capitale dei Marsi, ebbe sotto il proprio controllo la Marsica orientale, inclusa la valle del Giovenco dove erano collocate le città antiche di Cerfennia e Milonia;
- Betifulus, nei pressi dell'eremo di Sant'Egidio a Scanno, già nel municipio di Corfinium, in territorio peligno.[60]

Resti della presenza Italica e romana sono sparsi lungo la valle del Sangro; santuari, ville, lapidi.

### Cristianesimo e Medioevo

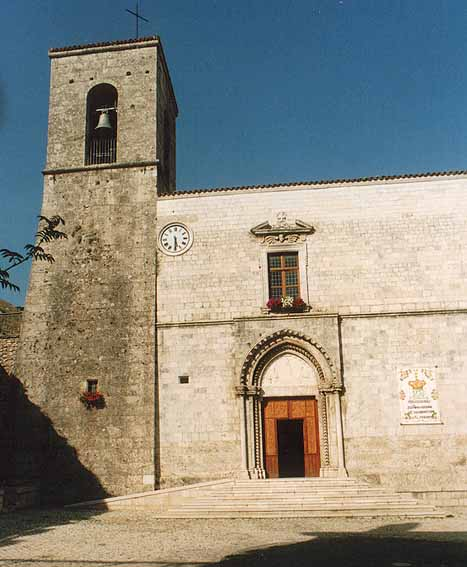
Chiesa dei Santi Pietro e Paolo a Pescasseroli

Con la caduta dell'Impero romano d'Occidente e l'inizio del medioevo andarono perdute le poche strutture sociali e amministrative presenti in alto Sangro. L'arrivo dei longobardi segnò il primo passo verso la ricostruzione politica che seguì la fine dei municipia romani e il territorio del parco nazionale d'Abruzzo venne a trovarsi al confine del ducato di Spoleto e del ducato di Benevento. Per ritrovare però un'organizzazione territoriale ben strutturata si dovette aspettare la nascita delle grandi abbazie di Montecassino e San Vincenzo al Volturno, che per secoli si contesero le proprietà su eremi, chiese e pascoli nell'appennino tra Balsorano, le Mainarde e la valle di Comino, a cavallo del confini longobardi. Anche l'abbazia di Farfa per breve tempo attorno all'XI secolo ebbe un feudo a Pescasseroli.
I volturnensi incrementarono alcuni primitivi incastellamenti (Pescasseroli, Rocca Intramonti, di cui restano i ruderi in località Camosciara a Civitella Alfedena, Barrea), mentre la valle di Comino fu munita di importanti strutture militari (Alvito, Vicalvi, Picinisco) a difesa di quella che fu nominata la terra di San Benedetto. Dal 1017 anche la Vallis Regia (Barrea) e il monastero di Sant'Angelo in Barreggio (Villetta Barrea) appartennero a Montecassino. Nel XII secolo i Borrello, cui seguirono i D'Aquino di Alvito e i D'Avalos, divennero signori di Pescasseroli, e con il decadimento del monastero volturnense, nel 1349, a causa di un sisma, i signori laici acquisirono sempre maggiore prestigio. Nel 1273 il territorio del parco cadeva interamente nel Regno di Napoli, diviso nelle province d'Abruzzo Citra, Terra di Lavoro (Valle di Comino) e Contado di Molise (Barrea, Pizzone).

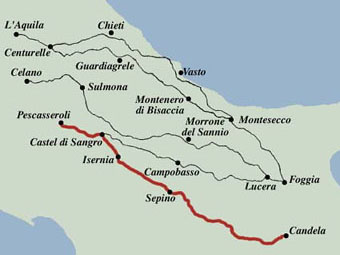
I principali tratturi tra Abruzzo e Puglia, fra cui il Regio Tratturo n. 7 (Pescasseroli-Candela)

### L'era moderna e l'unità d'Italia
Nel 1669 Montecassino acquisì definitivamente tutti gli ultimi possedimenti volturnensi. Il sistema feudale che caratterizzò le aree più interne dell'Abruzzo non ebbe grande autorità e i cardini politici ed economici dell'alto Sangro divennero presto, già dal XV secolo, i "massari" e i proprietari di bestiame, una sorta di imprenditori pre-moderni.
Il consolidamento amministrativo ed economico della pratica della transumanza, attestato in tutta Italia già dal primo medioevo, fu favorito in Abruzzo dall'unità politica del Regno di Napoli: gli Aragonesi contrastarono ampiamente i privilegi feudali che impedivano la migrazione degli armenti su larga scala, dall'alto Sangro alla Puglia, il brigantaggio, e realizzarono un vasto sistema di tratturi. Una lenta modernizzazione passò poi attraverso lo sviluppo dell'industria della lana nel circondario di Sora, e quindi, dopo l'Unità d'Italia, si consolidò con la realizzazione delle cartiere lungo il Melfa a Picinisco e lungo il Volturno a Pizzone. Fu tentata anche l'attività estrattiva della bauxite ma con scarsi risultati.

## Società

### I comuni

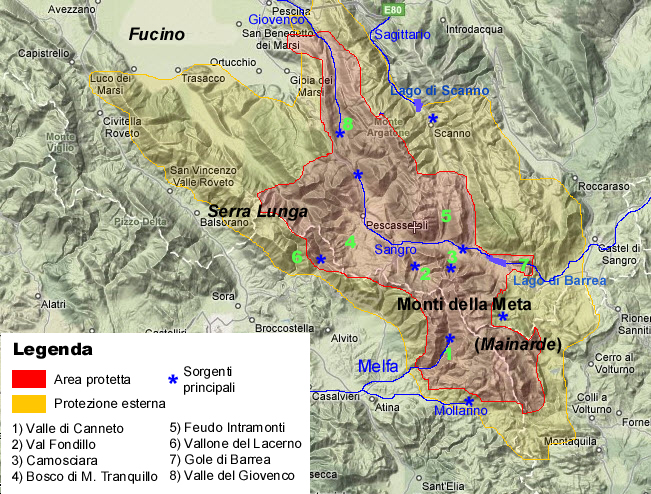
Mappa del parco nazionale

Fanno parte del parco 25 comuni, distribuiti in 3 province:
- Provincia dell'Aquila:
  - Alfedena, Barrea, Bisegna, Civitella Alfedena, Gioia dei Marsi, Lecce nei Marsi, Opi, Ortona dei Marsi, Pescasseroli, Scanno, Villavallelonga, Villetta Barrea.

- Provincia di Frosinone:
  - Alvito, Campoli Appennino, Pescosolido, Picinisco, San Biagio Saracinisco, San Donato Val di Comino, Settefrati, Vallerotonda.

- Provincia di Isernia:
  - Castel San Vincenzo, Filignano, Pizzone, Rocchetta a Volturno, Scapoli

## Monumenti e luoghi d'interesse

### Architetture religiose

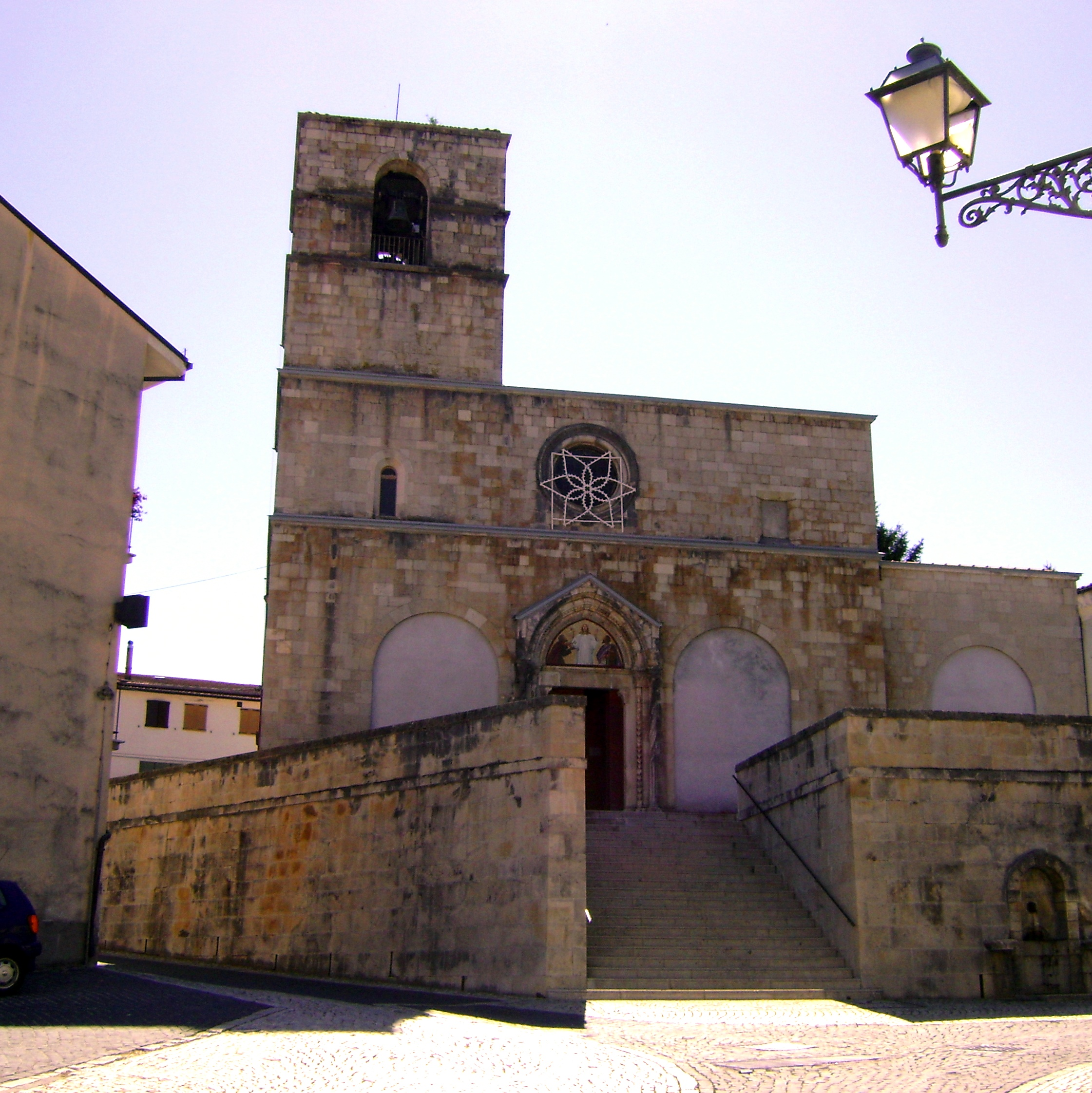
Chiesa dei Santi Pietro e Paolo ad Alfedena

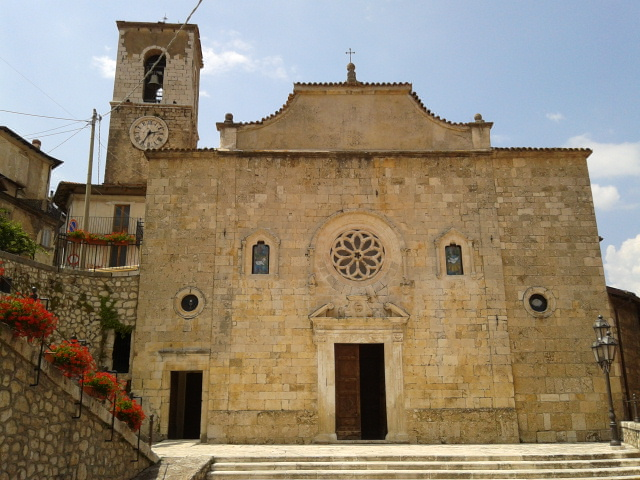
Collegiata di San Giovanni Battista ad Ortona dei Marsi

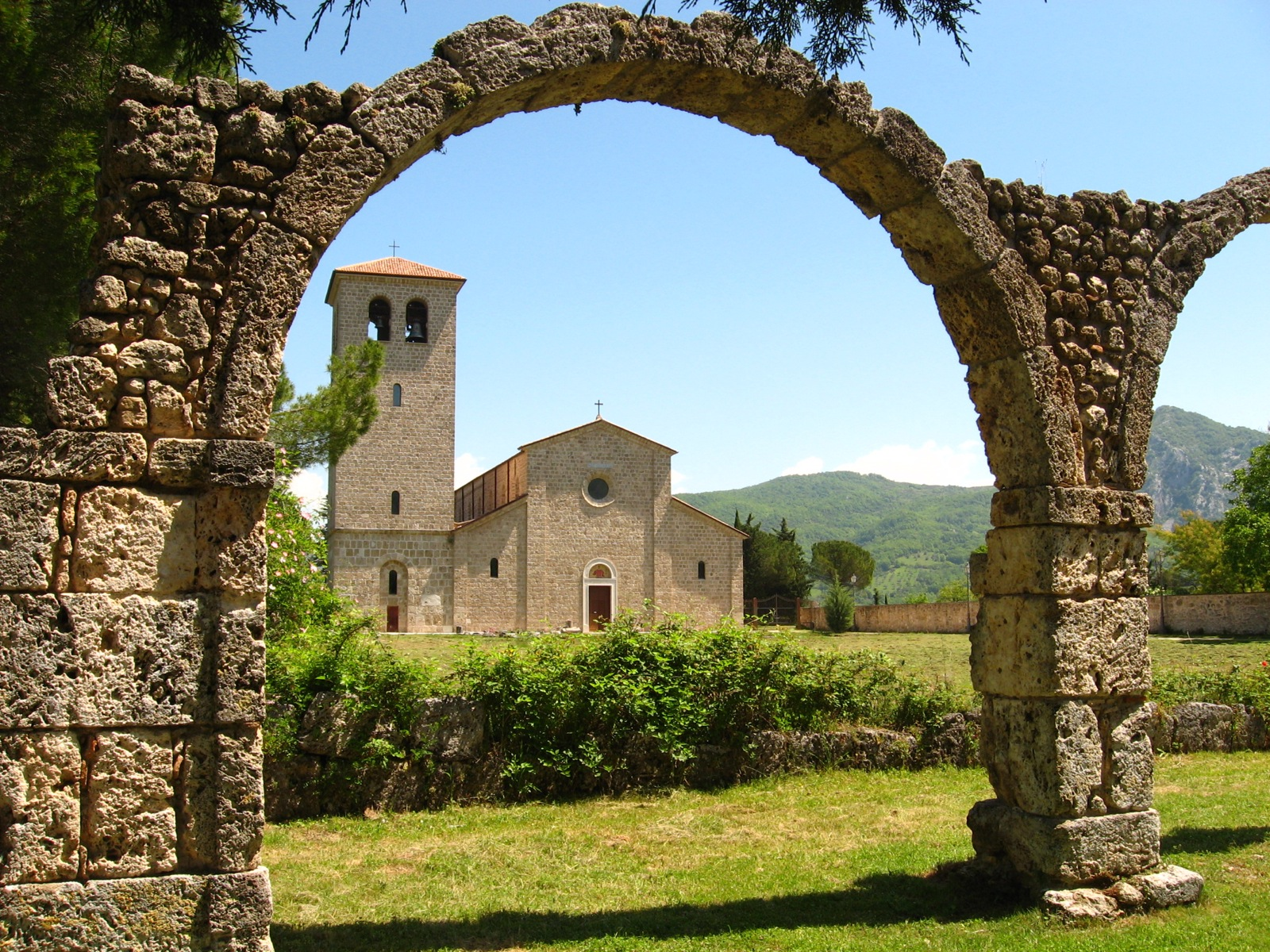
Abbazia di San Vincenzo al Volturno

- Chiesa di San Tommaso (Barrea): chiesa consacrata nel 1300 dal vescovo di Trivento. Dopo rimaneggiamenti barocchi, è stata danneggiata nel 1706 dal terremoto, e poi restaurata. Ha un aspetto contaminato tra il barocco e il rinascimentale, con una facciata "spaccata" in un rettangolo irregolare. Il portale barocco è in stile classico. L'interno ha affreschi di Paolo Gamba.[72]
- Chiesa dei Santi Pietro e Paolo (Alfedena): è dal 1902 Monumento Nazionale. Risalente al XIII secolo, fu gravemente danneggiata nella Seconda guerra mondiale. La facciata è stata rimontata con un rosone e un portale di stampo gotico, e lunetta mosaica da Fausto Conti nel 1954. Anche l'interno a tre navate è molto rimaneggiato, con gli affreschi dello stesso artista.[73]
- Abbazia di San Vincenzo al Volturno (Rocchetta al Volturno): si trova tra Rocchetta e Castel San Vincenzo, ed è uno dei più antichi monasteri al confine tra Abruzzo e Molise. Secondo il Chronicon Vulturnense il monastero fu eretto nel 707 e diventato famoso nel secolo successivo, malgrado le incursioni longobarde. La rinascita ci fu nel XII secolo grazie ai Normanni, e l'abbazia era integrata in un complesso monastico contenente la Basilica di San Vincenzo Maggiore, e l'oratorio con la Cripta di Epifanio Vescovo. In collegamento con la diocesi di Benevento, l'abbazia aveva una diocesi propria, e aveva possedimenti che arrivavano fino all'Aterno (in territorio aquilano) e alle pendici dell'alto Sangro. Del monastero si conserva l'abbazia romanica, con interno a tre navate di stampo gotico, e il sito archeologico della vecchia basilica. La cripta di Epifanio, con affreschi del IX secolo, è perfettamente conservata.[74]
- Santuario di Canneto (Settefrati): il santuario ha origini antichissime, e fu costruito sopra un tempio romano della dea Mefite. Eretto nel XIII secolo, dipendeva dal monastero di San Vincenzo al Volturno. Successivamente dipese da Montecassino, ed è stata meta di pellegrinaggi dei pastori transumanti.[75]
- Convento di San Nicola (Alvito): L'edificio fu costruito del 1516 con le rendite della chiesa di Santa Maria del Campo, prepositura benedettina nella valle di Comino, ricondotta da allora all'amministrazione cittadina. Il monastero fu edificato fuori dalle mura, alle pendici del colle su cui giace la città, su una propaggine che si spinge nella sottostante piana. Viene citata la sua ricchezza, testimoniata anche dalla sontuosità dell'edificio.[N 12][76]
- Chiesa dei Santi Pietro e Paolo (Pescasseroli): chiesa madre di Pescasseroli, del XIII secolo, rimaneggiata nel Barocco, e restaurata nello stile gotico negli anni Sessanta. La facciata ha portale a sesto acuto, e l'interno ha tre navate con volte a crociera costolonate. Il campanile è inglobato nella robusta torre laterale.[77]
- Collegiata di San Giovanni Battista (Ortona dei Marsi): principale luogo di culto di Ortona dei Marsi. La chiesa originaria venne edificata a cominciare dal XII secolo e completata nel XVII secolo in stile gotico-barocco. Il vescovo dei Marsi, monsignor Matteo Colli la elevò alla fine del Cinquecento a collegiata. Al suo interno custodisce un organo di Domenico Fedeli del 1752.[78]

### Borghi medievali e castelli

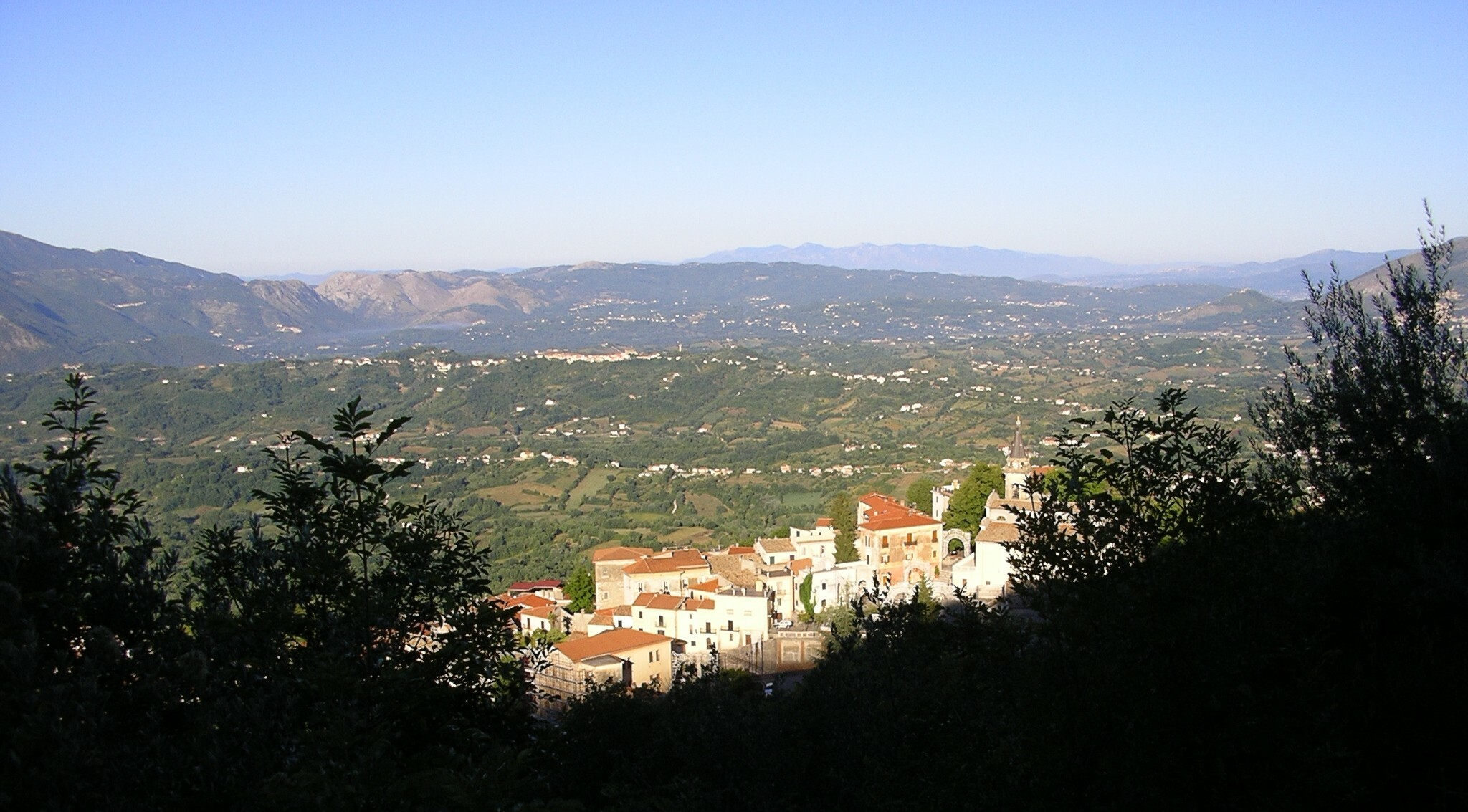
Settefrati e la valle di Comino

Tra i borghi medievali vi sono innanzitutto Civitella Alfedena, incluso tra i borghi più belli d'Italia. Vicino alla Camosciara e alla val di Rose, è composto da case murate, con la chiesa di San Nicola e i resti del castello con torretta, inglobati in vari palazzi gentilizi del XVI secolo. Il borgo viene spesso visitato dall'orso marsicano e dal camoscio abruzzese. Il borgo di Alfedena è sovrastato dalla rocca dotata di una torre ottagonale. La fortificazione è circondata da una pineta, dove si sono conservate parti delle mura della città romana di Aufidena. Tra i borghi più Belli d'Italia della regione Abruzzo figurano anche quello fortificato di Barrea, in cui si trova il castello medievale dell'XI secolo con torre di avvistamento e il borgo marsicano di Opi. Non distante sorge la cittadina di Pescasseroli il cui centro storico ha un aspetto ottocentesco, edificato in gran parte con le rovine del castel Mancino. Oltre ad essere la cittadina principale del parco in cui è ospitata la sede legale dell'ente gestore e sede di una frequentata stazione sciistica, a livello architettonico si caratterizza per la chiesa dei Santi Pietro e Paolo Apostoli e per il palazzo Sipari, in cui è allestito l'omonimo museo. In questo edificio nacque il filosofo, critico e scrittore Benedetto Croce. 

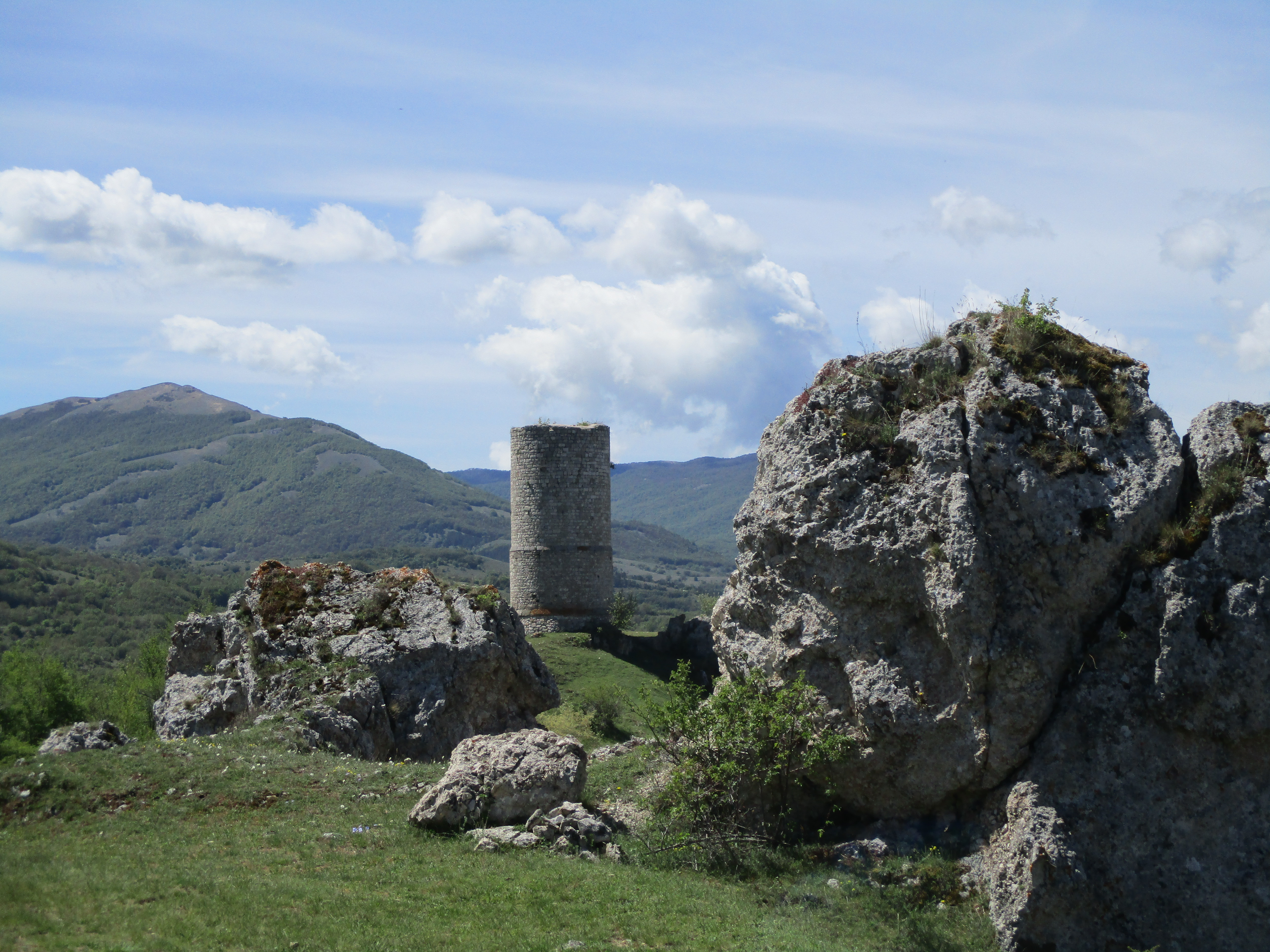
La torre di Sperone

Nella Marsica figura anche il borgo abbandonato di Sperone, nel comune di Gioia dei Marsi. Il borgo originario fu compromesso dal grave terremoto di Avezzano, di esso rimase in piedi quasi integralmente solo la torre cilindrica di avvistamento. Il centro ricostruito più in basso fu abitato fino agli anni Sessanta. Nei dintorni ci sono il borgo medievale di Ortona dei Marsi, dominato dai resti del castello e i borghi di Bisegna e San Sebastiano dei Marsi, caratteristici per l'integrità dei centri storici, nonostante il sisma del 1915.
Nel Molise e nel Lazio, i centri di interesse storico sono Alvito, Castel San Vincenzo, Settefrati e Vicalvi. Il primo si trova nei pressi dell'abbazia di San Vincenzo al Volturno, ben raccolto nella sua forma di centro fortificato sopra uno sperone, con porta urbiche e palazzi medievali. Alvito invece è sovrastato dal castello Cantelmo, eretto nell'XI secolo per scopi difensivi. Il borgo alterna uno stile architettonico tra il medievale e il barocco seicentesco. Vicalvi è un borgo caratterizzato dal castello medievale risalente all'XI secolo e situato su uno sperone roccioso a circa 600 m s.l.m. caratterizzato da due cinte murarie poligonali.
Fra i borghi abbandonati nell'area molisana del parco, figura Rocchetta Alta di Rocchetta al Volturno, contenente ancora le case murate di epoca medievale, il castello e la chiesa madre. Il paese antico venne parzialmente abbandonato in seguito alla costruzione del nuovo centro avvenuta dopo i gravi danni causati dai bombardamenti del 1944.

## Cultura

### Patrimonio dell'umanità UNESCO
Nel 2017 i cinque nuclei di faggete vetuste ricadenti in una superficie di oltre 1000 ettari inclusa tra i comuni di Lecce nei Marsi (Selva Moricento), Opi (Cacciagrande e Valle Jancino in Val Fondillo), Pescasseroli (Coppo del Principe e Coppo del Morto) e Villavallelonga (Val Cervara), in parte databili intorno ai 560 anni, sono stati riconosciuti patrimonio mondiale dell'umanità unitamente alle foreste primordiali dei faggi dei Carpazi e di altre regioni d'Europa. Si tratta del primo riconoscimento UNESCO per l'intera regione abruzzese.

### Gastronomia e artigianato

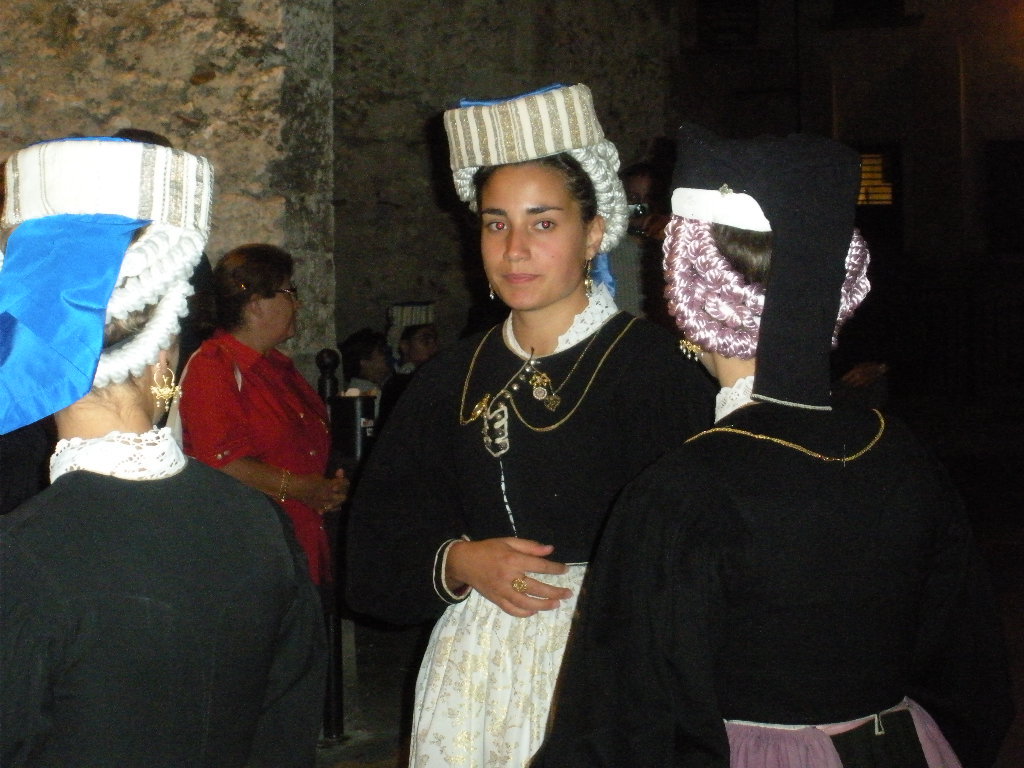
Ragazze in costume tipico scannese

Per la lontananza dalle principali direttrici del commercio e l'indisponibilità di olii vegetali e vite (zona a clima montano), i prodotti tradizionali sono quelli tipici dell'appennino centrosettentrionale. Salumi e insaccati, primi piatti poveri a base di legumi e paste molli (da ortaggi coltivabili anche in quota come il fagiolo di Scanno o la cicerchia). Nella valle di Comino sono tutelati alcuni prodotti mediante l'istituzione di presidi Slow Food e con il sostegno di appositi decreti ministeriali: il formaggio pecorino di Picinisco, il tartufo di Campoli Appennino e, come in altri comuni del parco, il miele biologico. Dolciumi e prodotti di liquoreria sono rivalutati e promossi da piccole aziende locali specialmente ad Alvito (torroni di pasta reale), Scanno (mostaccioli di Scanno, pan dell'orso) e Pescasseroli (vino rosso fragolino e liquori Ratafià e Centerba).
Produzione di merletti al tombolo come il merletto di Scanno, centro che vanta anche una ricca tradizione orafa. Lavorazione manuale della pietra e del legno sporadicamente in tutto il territorio. A Scapoli si producono zampogne artigianali.
In alcuni comuni del parco si realizzano i costumi tipici utilizzati durante le manifestazioni tradizionali come Ju Catenacce di Scanno.

## Economia

### Turismo
Nell'area del parco nazionale d'Abruzzo, Lazio e Molise è possibile praticare sport e attività varie come l'escursionismo, il trekking guidato, il trekking equestre, il cicloturismo, la canoa, il birdwatching, lo sci di fondo e lo sci alpino negli impianti sciistici di Opi, Pescasseroli e Scanno. Sul piano turistico rivestono un ruolo importante anche il camping e le attività balneari nei laghi di Barrea, Scanno e Villalago.

#### Bandiere arancioni
Ai borghi di Civitella Alfedena, Opi, San Donato Val di Comino e Scapoli il Touring Club Italiano ha conferito la Bandiera arancione, un marchio di qualità turistico-ambientale per i piccoli comuni dell'entroterra italiano.